# Comuna Panticeu, Cluj
Panticeu (în maghiară Páncélcseh) este o comună în județul Cluj, Transilvania, România, formată din satele Cătălina, Cubleșu Someșan, Dârja, Panticeu (reședința) și Sărata.

## Date geografice
Teritoriul comunei Panticeu se dispune în compartimentul sud-vestic al Podișului Someșan, în cadrul Dealurilor Dejului și Clujului. Podișul Someșan, alături de Câmpia Transilvaniei și Podișul Târnavelor, ocupă spațiul situat în interiorul arcului carpatic, de evoluția căruia este indisolubil legat.
Teritoriul administrativ al comunei Panticeu, din județul Cluj, ocupă o suprafață de 90,3 kmp și are o altitudine medie a reliefului de 370 m. Teritoriul comunal, constituit din teritoriile satelor Panticeu, Cubleșu Someșan, Dârja, Sărata și Cătălina, se învecinează cu teritoriile comunale Recea Cristur și Bobâlna – la nord, Cornești și Dăbâca – la est, Vultureni și Așchileu – la sud, Dragu, din județul Sălaj – la vest. Teritoriul comunal relaționează, în exterior, cu satele de contact direct, componente ale comunelor amintite: Recea Cristur, Elciu, Vâlcele (Buduș) și Igrița – la nord, Teocul de Sus, Teocul de Jos, Cornești, Stoiana, Pâglișa – la est, Bădești, Chidea, Vultureni, Așchileu-Fânațe – la sud, Voivodeni și Fizeș – la vest.
Reședința de comună, satul Panticeu, amplasat la 47°03’ latitudine nordică și 23°57’ longitudine estică, este situat la cca. 40 km nord de municipiul Cluj-Napoca, fiind deservit de drumurile DJ 109 A Panticeu–Vultureni–Răscruci, unde se intersectează cu DN 1C Dej – Cluj-Napoca; de la Vultureni, DJ 108 A Vultureni-Chinteni – Cluj-Napoca asigură o legătură mai rapidă cu reședința de județ. Pe lângă drumurile amintite, centrul de comună este traversat de DJ 161, care asigură legătura nord-vest – sud-est cu satele Recea Cristur și Dârja; relația cu satul Sărata este asigurată de DC 156, din care se desprinde DC 157, care conectează și satul Cătălina la reședința de comună. Drumul comunal DC 155 face legătura satului Cubleșu Someșan, al doilea ca importanță demografică și economică, cu sistemul de localități comunal.

## Demografie
Componența etnică a comunei Panticeu
     Români (72,57%)
     Romi (17,12%)
     Maghiari (2,15%)
     Alte etnii (8,15%)
Componența confesională a comunei Panticeu
     Ortodocși (70,94%)
     Penticostali (12,11%)
     Reformați (2,04%)
     Martori ai lui Iehova (1,81%)
     Fără religie (1,63%)
     Alte religii (2,04%)
     Necunoscută (9,44%)
Conform recensământului efectuat în 2021, populația comunei Panticeu se ridică la 1.717 locuitori, în scădere față de recensământul anterior din 2011, când fuseseră înregistrați 1.844 de locuitori. Majoritatea locuitorilor sunt români (72,57%), cu minorități de romi (17,12%) și maghiari (2,15%). Din punct de vedere confesional, majoritatea locuitorilor sunt ortodocși (70,94%), cu minorități de penticostali (12,11%), reformați (2,04%), martori ai lui Iehova (1,81%) și fără religie (1,63%), iar pentru 9,44% nu se cunoaște apartenența confesională.
Popularea teritoriului satelor Panticeu, Cătălina, Sărata, Dârja și Cubleșu Someșan încă din antichitate este dovedită de sporadicele vestigii arheologice identificate până în prezent. Continuitatea locuirii este demonstrabilă prin atestarea documentară timpurie a celor cinci sate și prin numărul însemnat de documente medievale care oferă știri despre locuitorii zonei. Alte informații despre evoluția locuirii se găsesc în urbariile realizate periodic, recensămintele cu caracter regional, cum a fost Conscripția de dare din 1715-1720, și statisticile confesionale realizate de Ioan Inochentie Micu Klein (1733), Petru Pavel Aron (1750) și generalul Adolf Buccow (1760-1762). Conscripția Klein oferă informații despre românii uniți cu Biserica Romei, într-o situație asemănătoare aflându-se statisticile generalului Bucow și a lui Petru Pavel Aron. Așadar, până în secolul al XVIII-lea nu există pentru cele cinci sate transilvănene informații cu caracter general necesare unei analize demografice.
Din secolul al XIX-lea datează primele informații generale, datorate recensămintelor realizate de autoritățile austriece. Rezultat al ordinului emis de Guberniul austriac la 2 aprilie 1850, primul recensământ cu caracter general din Transilvania s-a încheiat la 10 martie 1851, când au fost realizate totalurile finale. La strângerea informațiilor au participat o autoritate civilă (primarul satului și 2 consilieri) și una militară (un ofițer și un grefier) . În 1850, Panticeul, Dârja, Cubeșul și Sărata au fost înregistrate ca sate, iar Cătălina era cătun. Cel mai populat dintre cele patru sate era Panticeul, care avea ca populație de drept de 1050 de persoane, urmat de Cubleșu Someșan, cu 911, Dârja cu 676 și Sărata cu 560 locuitori. Cătunul Cătălina avea, la mijlocul secolului al XIX-lea, doar 203 locuitori. Al doilea recensământ general al autorităților austriece, realizat începând cu 31 octombrie 1857 și definitivat anul următor, indică o creștere nesemnificativă a numărului de locuitori în satele Cubleșu Someșan (cu 36 mai mult decât în 1850) și Sărata, cu 10 în plus. Cea mai semnificativă creștere a numărului populației se înregistrează la Dârja, care are, în 1857, 738 locuitori, cu 62 locuitori mai mult decât în 1850. În Sărata, populația este în scădere de la 203 locuitori, în 1850, la 181, în 1857 . Analizând comparativ rezultatele recensămintelor din 1850 și 1857, se constată un trend ascendent al populației în cazul satelor Cubleș, Sărata și Dârja și unul descendent în cazul Panticeului și al Cătălinei. Totalizând populația celor cinci localități se constată o creștere a numărului de locuitori de la 3400 la 3472.
La următorul recensământ, desfășurat în baza legii LII din 18 iunie 1880 a împăratului Imperiului dualist Austro-Ungar, Franz Iosif, în perioada 1-10 ianuarie 1881 , se înregistrează 1010 locuitori la Panticeu, 1025 la Cubleș, 680 la Sărata, 716 la Dârja și 231 la Cătălina. Deși la nivel general se păstrează trendul crescător, ajungându-se la 3662 locuitori, în satul Panticeu populația continuă să scadă, fiind, în 1880, sub nivelul înregistrat la recensământul din 1850. Și satul Dârja cunoaște o descreștere a numărului de locuitori, care este, în 1880, sub nivelul anului 1857, dar superioară celui din 1850. Sunt singurele excepții, pentru că toate celelalte sate populația crește numeric, într-un ritm mai alert la Cubleșu Someșan și la Sărata și oarecum mai modest la Cătălina. Realizând o ierarhizare a celor cinci sate după numărul de locuitori se contată că pe primul loc se află Culeșu Someșan, urmat de Panticeu, cu o populație care depășește în ambele cazuri 1000 de locuitori. Urmează Dârja, Sărata și Cătălina, care continuă să fie cea mai mică așezare din ceea ce astăzi numim comuna Panticeu.
Recensământul organizat de autoritățile Imperiului dualist între 31 decembrie 1900 și 1 ianuarie 1901 prezintă o situație statistică a populației semnificativ diferită. După 20 de ani de la precedentul recensământ, populația crește numeric în toate cele cinci sate. Astfel, la Panticeu se înregistrează 1379 de locuitori, localitatea redevenind cea mai populată din zona analizată, Cubleșul Someșan are 1095 locuitori, Dârja 936, Sărata 871, iar Cătălina 321, rămânând cea mai mică dintre comunitățile care compun astăzi unitatea administrativă comunală Panticeu . Cea mai semnificativă creștere a populației se înregistrează în satul reședință comunală, cu 369 de locuitori mai mult în 1900, față de 1880. Creștere semnificativă se înregistrează și la Sărata, cu 191 locuitori mai mult, și la Dârja, cu 220. Și populația satului Cătălina crește cu 90 de locuitori față de anul 1880, cel mai mic spor demografic înregistrându-se la Cubleș, 70 locuitori.
Recensământul din 1910 stabilește existența a 1381 locuitori la Panticeu, 1166 la Cubleșu Someșan, 922 la Dârja, 906 la Sărata și 376 la Cătălina. Satul Panticeu își menține statutul de lider, deși înregistrează un spor demografic față de 1900 de doar 2 locuitori, urmat de Cubeș, care înregistrează o creștere demografică cu similară cu cea din 1880, 71 de locuitori în plus față de 1900. Și populația satelor Sărata și Cătălina cunoaște o ușoară creștere față de debutul secolului XX, cu 35 de locuitori și respectiv 55. Singurul sat care intră în regresie demografică în acest deceniu este Dârja, care are cu 14 locuitori mai puțin. În ansamblu se menține trendul ascendent al populării zonei în preajma primului război mondial.
Recensământul populației și așezărilor din 1920 înregistrează, cum era de așteptat un regres demografic la nivelul unității administrative analizate, 4523 locuitori față de 4751 câți existau un deceniu mai devreme. Situația pe sate se prezintă astfel: Panticeu – 1262 locuitori, Cubleș – 1009, Dârja – 902, Sărata – 861 și Cătălina – 399. Acest din urmă sat este singurul care cunoaște un spor demografic nesemnificativ. Scăderea numărului de locuitori în celelalte patru sate este o consecință a desfășurării primului război mondial. Remarcabil este că scăderea este mai accentuată la Panticeu (119 locuitori) și Cubleș (157) și mai redusă la Sărata (45) și Dârja (20). După un deceniu, în 1930, se reia creșterea demografică.
De-a lungul timpului populația comunei a evoluat astfel:
Panticeu - evoluția demografică

|  | Graficele sunt indisponibile din cauza unor probleme tehnice. Mai multe informații se găsesc la Phabricator și la wiki-ul MediaWiki. |

Date: Recensăminte sau birourile de statistică - grafică realizată de Wikipedia

## Politică și administrație
Comuna Panticeu este administrată de un primar și un consiliu local compus din 11 consilieri. Primarul, Răzvan-Adrian Butuza[*], de la Partidul Național Liberal, este în funcție din octombrie 2020. Începând cu alegerile locale din 2024, consiliul local are următoarea componență pe partide politice:
|  | Partid                    | Consilieri | Componența Consiliului | Componența Consiliului | Componența Consiliului | Componența Consiliului | Componența Consiliului | Componența Consiliului | Componența Consiliului | Componența Consiliului | Componența Consiliului | Componența Consiliului |
|  | ------------------------- | ---------- | ---------------------- | ---------------------- | ---------------------- | ---------------------- | ---------------------- | ---------------------- | ---------------------- | ---------------------- | ---------------------- | ---------------------- |
|  | Partidul Național Liberal | 10         |                        |                        |                        |                        |                        |                        |                        |                        |                        |                        |
|  | Partidul Social Democrat  | 1          |                        |                        |                        |                        |                        |                        |                        |                        |                        |                        |

## Istoric
Conform Dicționarului istoric al localităților din Transilvania, cele cinci sate ale actualei comune Panticeu sunt atestate documentar în prima jumătate a secolului al XIV-lea. Cea dintâi mențiune o cunoaște Cubleșu Someșan – în anul 1306, urmat de Panticeu - 1314, Cătălina și Sărata - 1320, ultimul din zona studiată fiind atestat satul Dârja – 1340. Datele de atestare sunt confirmate în bibliografia maghiară: Szolnok-Dobokavármegye Monographiája (Monografia comitatului Solnoc-Dăbâca) a autorilor Tagány Károly, Réthy László și Pokoly József și Szolnok-Dobokavármegyei Emlek Magyarorszag ezredéves ünnepére (Amintire despre comitatul Solnoc-Dăbâca cu ocazia sărbătoririi mileniului în Ungaria) . În cazul satului Dârja , Kádár József, care a cercetat îndeaproape localitățile comitatului Solnoc-Dăbâca, a identificat un document mai timpuriu de atestare, emis în 1337, aflat în relație directă cu documentul din 1340.
Din păcate, nici unul dintre documentele de atestare nu s-a păstrat, data primei mențiuni documentare reieșind direct sau indirect din acte ulterioare. Cel mai vechi document, redactat în limba latină, păstrat în transcriere, referitor la satul Cubleșu Someșan datează din 1310, iar cel similar referitor la Panticeu datează din anul 1343. Documentul din 1343 conține o trimitere la documentul emis în 1314 referitor la Panticeu, motiv pentru care acest an este considerat momentul primei atestări documentare a satului. Documentul de atestare a satului Dârja este menționat de Kádár József, iar actul redactat de asemenea în limba latină, în anul 1340, s-a păstrat doar în rezumat.
Cubleșu Someșan.
De la prima atestare documentară până în prezent, satul Cubleșu Someșan (mag. Magyarköblös) este menționat constant în documente în forma Kubulus (1306, 1310), Kublus (1320), Kwblus (1329), Hublus (1332), Chubulus (1355), Keobleos (1587-1589) . După anul 1700, satul este numit Magyar-Köblös (1700) – într-un document menționat de Kádár József , Köblös în conscripția Klein (1733), Kubleșu Ungureszk în statistica Transilvaniei din 1850, Magyar-Köblös în Buletinul Guberniului Trovinciale pentru Marele Principat Transilvania din 1854 și în statisticile austriece din 1857, 1880 și 1900. După unirea Transilvaniei cu România, satul este menționat cu numele de Cubleșu Unguresc și, ulterior, cu cel de Cubleșu Someșan. După opinia localnicilor, numele satului se datorează văii în care a fost așezat , punct de vedere confirmat de autorii cărții Szolnok-Dobokavármegye Monographiája . În plus, aceștia consideră că termenul Kubl’es este românesc, Tagány Károly, Réthy László, Pokoly József propunând ca a doua posibilă explicație a originii numelui satului Cubleș o unitate de măsură folosită în vechime. Un sat cu numele Cubleș, numit în documentele medievale și moderne Cubleșu Românesc, iar după 1918 – Cubleș, se află azi în componența comunei Cuzăplac din județul Sălaj.
Panticeu.
Atestat documentar în 1314 (poss. Cheh), satul Panticeu (mag. Páncélcseh) este menționat în documente în forma Pancelus de Cheh (1355), Pancher (1434), Pánczélcseh (1547), Panczell Czzeh (1587-1589), Panczelcseh (1589), Pánczel Cseh (1721), Panczelseh (1733), Panczebcse (1750), Pancsecseu (1831), Pantyitso (1850), Pánczél Cseh (1850), Pánczél Cseh (1857, 1880, 1900, 1910), Panticeo și, forma finală, Panticeu.
Conform Șematismului din anul 1900 , satul Panticeu își datorează numele unui proprietar de pământ care trăia prin secolul al XIV-lea, menționat în documente cu numele Ioannes dictus Panchelus. Autorii lucrărilor Szolnok-Dobokavármegye Monographiája și Szolnok –Doboka vármegyei Emlek Magyarorszag ezredéves ünnepére împărtășesc un punct de vederea asemănător . Kádár József consideră că numele satului Panticeu s-a format prin alăturarea a două nume de persoană, Cseh și Panchelus . Documentele medievale păstrate referitoare la Panticeu confirmă această opinie. Desemnările ulterioare în forma Pánczélcseh, Panczell Czzeh, Pánczel Cseh susțin ipoteza conform căreia la originea numelui satului s-ar afla proprietari de pămant. Documentele medievale arată că Petru Panchelus (cel cu platoșă) și urmașii săi au stăpânit multă vreme moșia Panticeu.
Cătălina.
Cătălina, Cătălina-Dorna, Sfânta Cătălina-Dorna (mag. Kzyentkatolnadorna), cătun și apoi sat de sine stătător, compus din cătunele Cătălina și Dorna, cunoaște prima atestare documentară în 1320, printr-un act în care este menționat și satul vecin, Sărata. Un cătun cu nume similar, atestat documentar prin 1800, Cătălina, Cătălin, ung. Koltókatalin (cca. 1800 – Kolto-Katalin, 1839 – Katelinfalva, Katelina), se află în apropiere de Somcuta Mare și a fost contopit cu satul Coltău .
În documentele medievale și moderne, satul Cătălina al comunei Panticeu este numit pe rând Scentkatherina (1320), Zenthkatolna (1359), Zenth-Katalen (1441), Zent Kathalyn (1523), predium Szent-Katolna (1837). Cătunul Dorna este menționat pentru prima dată în 1550 (poss. Dorna), numele său fiind înglobat ulterior în cel al satului Cătălina în forma Szent-Katolna-Dorna (1854, 1880, 1895), Szentkatolnadorna (1900, 1910, 1941). După primul război mondial s-a impus numele actual al satului - Cătălina. Cătunul Dorna este designat cu un oiconim de origine slavă – drnu – cu sensul de loc pustiu, pajiște nelocuită într-o primă fază.
Conform tradiției locale, satul Cătălina poartă numele unei starețe a mănăstirii romano-catolice, întemeiată în vechime pe dealul din vecinătatea vetrei de locuire, din păcate neinvestigat arheologic. Tagány Károly, Réthy László, Pokoly József, în lucrarea Szolnok-Dobokavármegye Monographiája, oferă un punct de vedere distinct, care nu confirmă tradiția locală . Autorii înregistrează satul Szent-Katalin între localități precum Szent-Margita, Szent-Márton, Szent-Miklós, Szent-Benedek, a căror denumire se datorează unor lăcașuri de cult existente în zonă, în vecinătatea cărora s-au constituit aceste vetre de locuire. Un punct de vedere similar exprimă Kádár József, care consideră că numele localității se datorează unei biserici închinată Sfintei Ecaterina . Documente medievale care să confirme existența mănăstirii nu au putut fi identificate, dar Hodor Károly constată, în 1837, existența unor ruine pe unul dintre dealurile împădurite, despre care tradiția orală susținea că sunt ale unei vechi mănăstiri. Fundația edificiului era încă vizibilă la debutul secolul XX, când Kádár József își făcea documentarea pentru monografia dedicată comitatului Solnoc-Dăbâca. Mai mult, acesta înregistra opinia lui Kovari, care susținea că edificiul religios a fost refăcut și i s-a schimbat vremelnic destinația în mănăstire ortodoxă, distrusă la debutul secolului XX, la inițiativă guvernamentală. Această din urmă opinie nu este împărtășită de Kádár, care constată că, în anul 1778, nu exista o mănăstire în satul Cătălina. Opinia lui se bazează pe un document emis în acel an prin care un funcționar a raportat fiscului că „Szentkatolna puzsta” aparținea cu multă vreme în urmă de „Monasterium Monialium Sanctae Catherinae nuncupatum”, ale cărei urme mai erau vizibile și la acea dată . Kádár fixează ca dată probabilă a distrugerii locașului de cult anii 1700-1720, oferind ca motivație a demolării încercarea autorităților de a înlătura o piedică în calea extinderii bisericii greco-catolice . Și această din urmă opinie este puțin probabilă. Mănăstirea a fost părăsită în împrejurări pe care documentele păstrate nu le menționează și, treptat, clădirile s-au ruinat.
În 1837, localitatea Cătălina este înregistrată cu statutul de pustă, arondată administra-tiv satului Sărata . Referitor la acest statut, regăsit în documente în cazul unor așezări din Transilvania, în opinia lui Hodor, care cunoștea bine zona, fiind proprietar de pământ în Panticeu în preajma revoluției de la 1848, prin pustă se înțelege un loc slab locuit. Alte locuri desemnate cu termenul pustă au fost populate ulterior, dar și-au păstrat în denumire termenul (Puzsta Ujfalu, Puzsta Szent Mihály.
Sărata.
Menționat pentru prima dată într-un document datat în 1320, numele satului Sărata, Sotelek (mag. Szotelke) al comunei Panticeu a evoluat în forma Zoltheleke (1320), Sotelke (1395), Zotelek (1399), Soptelke, Zobtelke (1408), Zobthelky (1441), Zothelke (1461), Zothelke (1523), Szeöteleke, Sótelke (1616), Szótelke (1721), Szotele (1733), Szotyelik, Sotelik (1830), Szotelnzik (1850), Szótelke, Sotelic (1854) și în cele din urmă Sărata. Numele Săratei Panticeului este foarte răspândit pe teritoriul României. Localități cu denumiri similare se găsesc în județele Prahova (în comuna Predeal-Sărari), Bacău (în comuna Nicolae Bălcescu și comuna Solonț), în comunele Mihălășeni și Românești ale județului Botoșani, în Dobrenii de Neamț, Porumbacu de Jos de Sibiu ori Călărașii Doljului. Incidența crescută a acestei denumiri în forma Sărata sau Sărățel, Sărătura, Sărățeni, Sărăturile, Slatina, Slătioara, Valea Sărată, Poiana Sărății, Sărata Monteoru se datorează unor particularități ale solului, identificabile în foarte multe zone ale țării. Conform tradiției, în vechime vatra așezării Sărata se afla mai la sud, în hotarul numit Hurubele, unde deseori plugul aduce la suprafață bucăți de fier și fragmente ceramice. Opinia lui Kádár József, pusă sub semnul probabilității de autor, conform căreia numele și fondarea satului ar fi legate de un nobil de Dăbâca, numit Zsolt sau Zoltan, nu are susținere documentară.
Dârja.
Numele celui din urmă menționat documentar dintre satele Panticeului, Dârja (mag. Magyarderzse) este scris de-a lungul timpului în forma Dersa (1340), Derse (1461), Derze (1462), Ders (1593), Derzse (1750), Dirse (1850), Derse, Dirșea (1854), Derse-Magyar (1857), Derzse Magyar (1880), Magyarderzse (1900) și, în secolul XX, Dârja. Un sat cu denumire asemănătoare, Dârjana, se afla în zona comunei Tomești din județul Hunedoara. A fost înglobat satului Leauț .
O încercare de a explica semnificația numelui satului Dârja, valorificând foarte probabil tradiția locală, se găsește în Șematismul veneratului cler al Arhidiecesei metropolitane greco-catolice de Alba Iulia și Făgăraș pre anul Domnului 1900, de la Sfânta Unire 200 . Conform acestei lucrări, constituită pe baza informațiilor furnizate de preoții parohi, satul Dârja s-ar fi numit până în secolul al XVIII-lea Hatháza (în opinia lui Hașdeu acest termen are semnificația pădure măruntă, tânără, tufiș, hățiș ), informația nefiind confirmată de documente. Noul nume i s-ar fi dat în urma unei Diete desfășurate la Pojon, probabil la recomandarea unor mari proprietari de pământ din zonă, și provine de la Valea Zsei, care străbate Dârja. Un punct de vedere mai aproape de adevăr este prezentat, la începutul secolului XX, de Tagány Károly, Réthy László, Pokoly József, în cartea Szolnok-Dobokavármegye Monographiája . Conform autorilor menționați, numele vechi al satului Dârja - Derzse provine din toponimul slav drżava, cu sensul de loc, moșie, proprietate, iar Kádár József nu exclude ipoteza ca Derzs să fi fost antroponim.

## Lăcașuri de cult
- Biserica Reformată-Calvină (inițial Romano-Catolică), din Panticeu secolul al XII-lea.

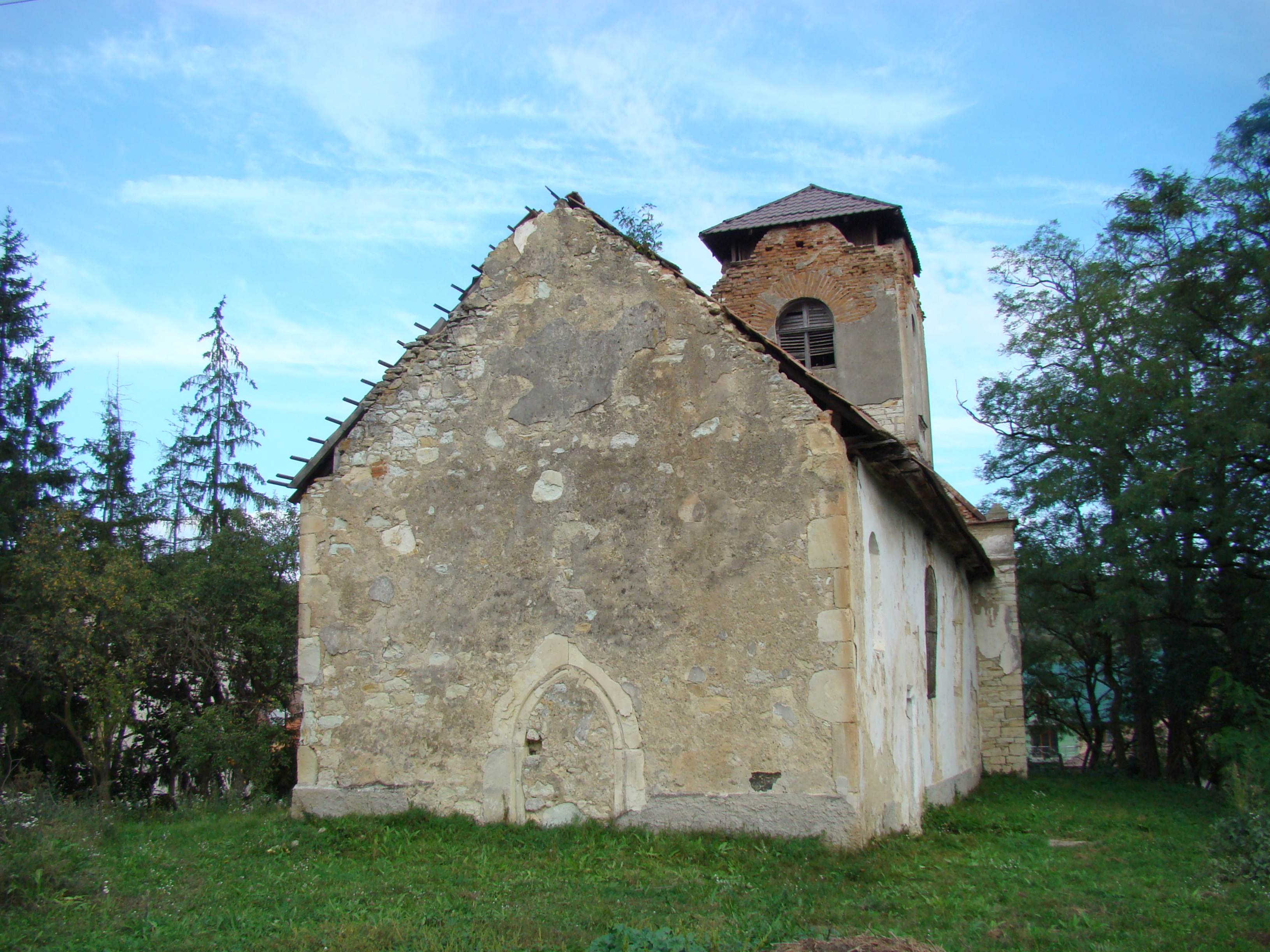
Biserica reformată din Panticeu

În timpul domniei lui Gabriel Bethlen s-a constituit în Panticeu comunitatea reformată – calvină. Ea a folosit o biserică mai veche, locaș de cult pentru romano-catolici, care a existat la Panticeu, prezența ei fiind consemnată documentar la sfârșitul secolului al XVI-lea și începutul secolului al XVII-lea. Biserica a fost construită în centrul satului Panticeu, pe o ridicătură care îi conferea o bună vizibilitate. A fost înconjurată cu un zid mare din piatră. Mica biserică, cu turn separat, construit din lemn, a fost realizată în stil gotic. Asemănarea pe care o prezintă ca plan și stil de construcție cu biserica reformată din Dej l-a determinat pe Kádár József să afirme că cele două locașuri de cult ar putea avea același constructor. Conform tradiției locale, biserica ar fi fost incendiată de tătari în timpul domniei lui Gheorghe Basta. Au urmat renovările nenumărate ale locașului de cult, care treptat i-au șters identitatea. Una dintre acestea s-a realizat în 1753, cu sprijinul lui Szenási András, József și Borbala. Cu acest prilej a fost refăcut integral unul dintre pereții laterali. O altă refacere datează din 1791 și este menționată într-o inscripție făcută de Asztalos Lörincz, la solicitarea lui Filep Eva, în memoria lui Filep Samuel. Încă o renovare de amploare a fost realizată în anul 1812.
Biserica reformată avea două clopote. Cel mai mare a fost turnat în 1755 și a fost refăcut la Cluj, în 1815. Dintre obiectele de cult mai vechi care se păstrau la sfârșitul secolului al XIX-lea, Kádár József menționează un pahar din argint datat în 1636, dăruit de Fosztó Mária, soția lui Leszai András. O cană cu capac a fost dăruită în 1799 de Solymosi Pál și Liszki Anna. În 1865, biserica reformată din Panticeu avea în proprietate un teren cu o suprafață de cca. 35 de jugăre, care era dat în arendă pentru suma de 168 de florini. La aceasta se adăuga și terenul ocupat de cimitir.
Preoții reformați ai comunității din Panticeu au fost Papolczi Mózes (1681-1699), Köpeczi Sámuel (1699-1720), Léczfalvi Bálint (1720-1723), Bányai István (1723-1725), Gyárfás Pál (1725-1727), Baczoni Mihály (1727-1732), Csernátoni György (1732-1739), Losonczi András (1739-1741), Albisi József (1741-1750), Keresztes András (1750-1768), Széki Gyöegy (1768-1792), Kovács Zsigmond (1792-1809), Almási Sámuel (1809-1865), Maksai Károly (1866-1870), Ideig Varga (1870-1880), Miklósi József (1880-1896), Szakács István din 1896 . La un moment dat, a existat o dispută între membrii comunității reformate privind colectarea salariului preotului deoarece, în 1787, baronul Inczéldi a refuzat să-i asigure acestuia onorariul, iar enoriașii au crezut, în timpul domniei împăratului Iosif al II-lea și după 1848, că preotul este remunerat de stat. În 1865, plata preotului era asigurată de comunitatea reformată din Panticeu și de comunitățile din filiile Dârja și Recea Cristur. Suma asigurată la acea dată era de 204 florini și 3 kreițari.
- Biserica Reformată-Calvină (inițial Romano-Catolică) din satul Dârja, ce datează din secolele XIII-XV.

Populația de etnie maghiară a satului Dârja a fost în Evul Mediu de religie catolică. Localnicii aveau un locaș de cult din piatră și erau păstoriți, în jurul anului 1509, de preotul Mihály . Majoritatea comunității maghiare din satul Dârja a fost convertită la religia reformată (calvină) în secolul al XVI-lea după opinia profesorului arhivist Kádár József . Numărul mare de credincioși a făcut ca aceasta să devină pentru o vreme parohie de sine-stătătoare. În jurul anului 1658, când turcii au ocupat Oradea și au luat sub control comitatele Dăbâca și Solnocul Interior, Dârja și satele din împrejurimi au fost atacate. O parte a locuitorilor Dârjei s-au refugiat în biserica reformată, unde au fost măcelăriți, iar locașul de cult a fost devastat. Mai târziu, după anul 1658, ca urmare a invaziei otomano-tătară care a dus la nimicirea unui număr mare de reformați adăpostiți chiar în interiorul locașului de cult, comunitatea reformată Dârja devine filie a bisericii similare din Panticeu.
Biserica reformată din Dârja a fost reconstruită în anii 1721-1725 de Varsány Benedek pe locul inițial, dar fără altar. Cu acest prilej, printre ruine a fost descoperit un vas din piatră folosit pentru botez, datat înainte de Reforma religioasă, pe care au fost redate cheile Sfântului Petru. Biserica a avut două clopote, unul cu inscripția Turnat din bunăvoința notarului principal al comitatului Dăbâca, Somai Sandor, curator al ecclesiei din Dârja la 1800. Acesta s-a deteriorat, în 1866 fiind turnat din nou. Pe clopotul mic s-a imprimat inscripția Turnat în lauda domnului către ecclesia reformată din Dârja de către familia Varsány la 1753.
Parohia reformată din Dârja a primit în proprietate, în 1732, teren arabil și pășune pentru 10 care de fân. La sfârșitul secolului al XIX-lea avea în stăpânire 21 de jugăre de teren și o gospodărie agricolă anexată școlii. A beneficiat de-a lungul timpului de diferite donații venite din partea credincioșilor, din care amintim din 1770 o cupă donată de Varsányi Benedek și Gáspar și o față de masă primită de la Hársanyi Ferenc și soția lui. Varsányi Pál, căpitan în regimentul grofului Gyulai, a donat în sec al XIX-lea 100 de florini pentru completarea salariului preotului. Ca filie a parohiei reformate din Panticeu, comunitatea din Dârja a beneficiat de serviciile religioase ale preoților din această localitate.
Despre numărul exact al reformaților din Dârja avem informații cu un grad ridicat de precizie relativ târziu, din 1850, când guvernarea militară austriacă a realizat recensământul populației Transilvaniei cu scopul declarat de a aduna informații pentru rezolvarea problemelor administrative interne. Recensământul, efectiv realizat în vara și toamna anului 1850, indica în satul Dârja 92 de persoane de religie reformată . Alături de aceștia sunt atestați și 15 romano-catolici dintr-un total al populației de 676 locuitori. Același recensământ indică 97 de locuitori maghiari ceea ce permite concluzia că această etnie este de cu mici excepții de confesiune reformată. O situație aproape similară este indicată și de recensământul populației Transilvaniei din 1857: 93 de reformați calvini, 27 de romano-catolici, la care se adaugă 9 persoane de confesiune unitariană . Recensământul din 1880 indică 80 de reformați, iar cel din 1900 – 102 credincioși de aceeași confesiune. Comunitatea romano-catolică din Dârja numără, în 1880, 15 persoane, iar în 1900 - 40. Recensământul din anul 1941 evidențiază că numărul reformaților din Dârja a ajuns la 89, iar cel al romano-catolicilor la 18. Se constată așadar că, de-a lungul timpului, populația de etnie maghiară inițial romano-catolică s-a convertit în cea mai mare parte o dată cu reforma religioasă la calvinism. În toată perioada însă au existat etnici maghiari care au rămas romano-catolici. Statisticile austriece din a doua jumătate a secolului al XIX-lea indică existența unei mici comunități romano-catolice, care număra în 1850 – 15 membri, în 1857 – 27 credincioși, în 1880 – 15, în 1900 – 40, în 1941 – 18. Alături de aceștia sunt consemnați câțiva unitarieni: 1 în 1850, 9 în 1857, 1 în 1900.
- Biserica Reformată-Calvină (1774) din Cubleșu Someșan.

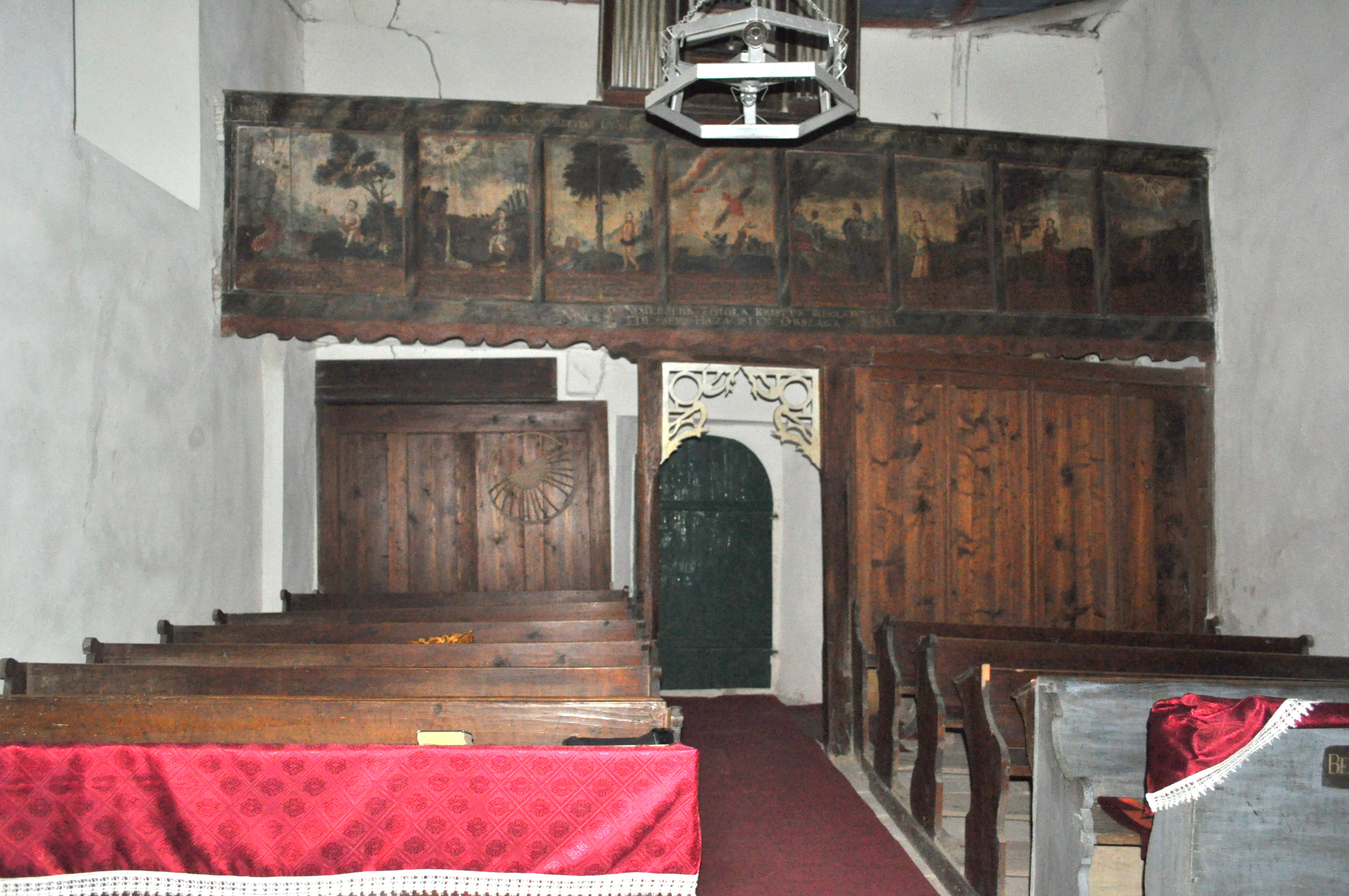
Biserica reformată din Cubleșu Someșan

Biserica reformată din Cubleșu Someșan a fost construită în secolul al XVIII-lea, după cum indică Kádár József, și a cunoscut două refaceri majore în secolul al XIX-lea. Specialiștii consideră că este o construcție veche pentru care s-au folosit ca materiale cărămida, piatra și mai puțin lemnul, care au rezistat de-a lungul vremii războaielor și incendiilor. Biserica este de mici dimensiuni, adaptată perfect comunității reformate din Cubleșu Someșan. O restaurare mai importantă a fost realizată în secolul al XVIII-lea de zidarul Sipoș David, pictorul Bodoni József, tâmplarul Lengyel József și clopotarul Klein Oszkár. O altă renovare s-a înregistrat în anii 1910-1912, când meșterul cubleșan Petofi Miklós a refăcut acoperișul locașului de cult. În vâltoarea evenimentelor celui de-al doilea război mondial, bisericii reformate i-a fost distrusă arhiva, mica bibliotecă și mobilierul liturgic. Credincioșii au reușit să recupereze mai târziu o parte a obiectelor dispărute cu acel prilej, dar documentele incendiate în spatele bise-ricii nu au mai putut fi reconstituite. O altă refacere a bisericii reformate s-a realizat în 1962 și 1966. În 1962 s-a înregistrat și o refacere a acoperișului turnului cu sprijinul nemijlocit al preoților reformați Bóne Lajos și Márkus Endre.
Locașul de cult are un număr important de inscripții, multe datate în secolul al XVIII-lea, majoritatea în limba maghiară, dar și în limba latină. Locurile alese pentru așezarea lor au fost tavanul, balcoanele, altarul și primele două bănci din fața sa, amvonul, clopotul mare și cel mic. De altfel, amvonul și tăblițele cu inscripții de pe balcon sunt realizate de meșterul Sipoș David, în secolul al XVIII-lea. Una dintre cele mai ample renovări s-a realizat în 1971-1972, când biserica și turnul au fost zugrăvite în interior și în exterior, stâlpii din piatră care străjuiesc ambele intrări au fost îndreptați și întăriți cu ciment. Cheltuielile prilejuite de restaurare au fost suportate de credincioși, cu sprijin primit din partea altor biserici. Grija comunității reformate pentru locașul lor de cult s-a manifestat și în anii care au urmat. În 1977, biserica a fost conectată la curent electric, în 1980 s-a îngrădit grădina parohială cu stâlpi de beton. Locașul de cult a mai fost renovat în interior și exterior în anii 1996 și 2006, iar turnul în 1986. Sumele necasare au fost donate de enoriași în cadru unor adunări special organizate. Ultima renovare din 2006 a fost mai amplă și a urmărit refacerea tencuielii interioare și exterioare a locașului de cult, înlocuirea ferestrelor și a ușilor, renovarea turnului prin înlocuirea scândurilor foarte vechi, schimbarea covoarelor cu mochetă și acoperirea băncilor cu învelitori noi.
Bisericii reformate din Cubleș i-a aparținut casa parohială, casa cantorului, un grajd cu hambar și o clădire de 10m x 6m, în care a funcționat o vreme școala reformată, mai tîrziu fiind folosită ca grădiniță pentru copii familiilor reformate și ulterior devenind un fel de casă de cultură folosită în comun de toată comunitatea. Clădirea a fost contruită în anul 1904, așa cum reiese dintr-un document emis la 15 martie a acelui an , cu sprijinul material al locuitorilor din Cubleș și cu ajutorul donației reformaților din Cluj. De la aceștia s-au primit 100 de coroane, la care s-au adăugat alte 400 de coroane luate cu împrumut. Arhitecți și constructori ai edificilui au fost Peterfi György și Peterfi Miklós, locuitori ai satului Cubleș. În casa cantorului a locuit o familie de rromi. Grajdul a fost folosit o vreme pentru a adăposti vitele satului, ulterior fiind demolat. Casa parohială, compusă din patru camere și o bucătărie a servit ca locuință pentru preoții veniți în parohia reformată. Treptat a căzut în ruină. În anul 2002, localnicii au propus Colegiului Reformat din Cluj să închirieze casa parohială, să o renoveze și să o folosească pentru întrunirile periodice ale clericilor reformați. Proiectul a fost acceptat în principiu, dar data renovării clădirii a tot amânat-o, până când au renunțat la peoiect în 2004. Proiectul a fost reluat în ianuarie 2005 cu Asociația Tinerilor Reformați din Cluj, care primește de la comunitatea din Cubleș dreptul de a a folosi casa parohială timp de 30 de ani, cu condiția renovării și întreținerii ei. În aprilie 2005, renovarea a debutat în forță, s-a adus mobilier nou – mese și scaune, iar în 24 aprilie au organizat primul eveniment sub marca Makka Sandor. La sărbătoarea, care a durat 3 zile, au participat peste 60 de persoane și a fosr receptată de comunitatea din Cubleș cu mult entuziasm. Un alt eveniment s-a desfășurat în iulie 2006, cu sprijinul financiar al lui Lapohos András din Fizeșul Gherlii, și la el au participat peste 200 de persoane.
Biserica avea în proprietate, în anul 1950, 52 de holde și o suprafață împădurită. Pământul era slab productiv, iar taxele pentru el depășea beneficiile, ceea ce aducea comunității mai multe probleme. De aceea s-a decis ca o parte a terenului aflat în proprietatea bisericii reformate din Cubleșu Someșan să fie împărțit între enoariași, prin sentință judecătorească, aceștia neavând nici o obligație față de biserică. Ulterior întreg terenul a fost trecut în proprietatea statului. Parohia a păstrat în proprietate trei grădini, din care făcea parte cimitirul și cele două holde și jumătate aflate în vecinătatea locașului de cult.
Primul preot reformat cunoscut este Köpecsi Samu (1694-1699), urmat de Siketfaloi Márton (1699-1721), Györgynösi György și Deéskári Sámuel (1721-1734), Bányai István (1721-1734), Zilahi János (1734-1736), Vásarhely István (1736-1739), Hunyadi Ferencz (1739-1743), Kolozsvári Mihály (1743-1759), Basa Boldizsár (1759-1761), Letai István (1761-1766), Musnai Mozses (1766-1779), Gellest Abel (1779-1788), Vass Dániel (1788-1791), Zámbor Károly (1791-1803), Vass György (1803-1811), Farkas Beniámin (1811-1814), Ignácz István (1814-1823), Horváty Zsigmond (1823-1830), Bártha László (1830-1835) urmat de Csákány Miklós.
- Biserica românească de lemn „Înălțarea Sfintei Cruci” (1896) din Cătălina.

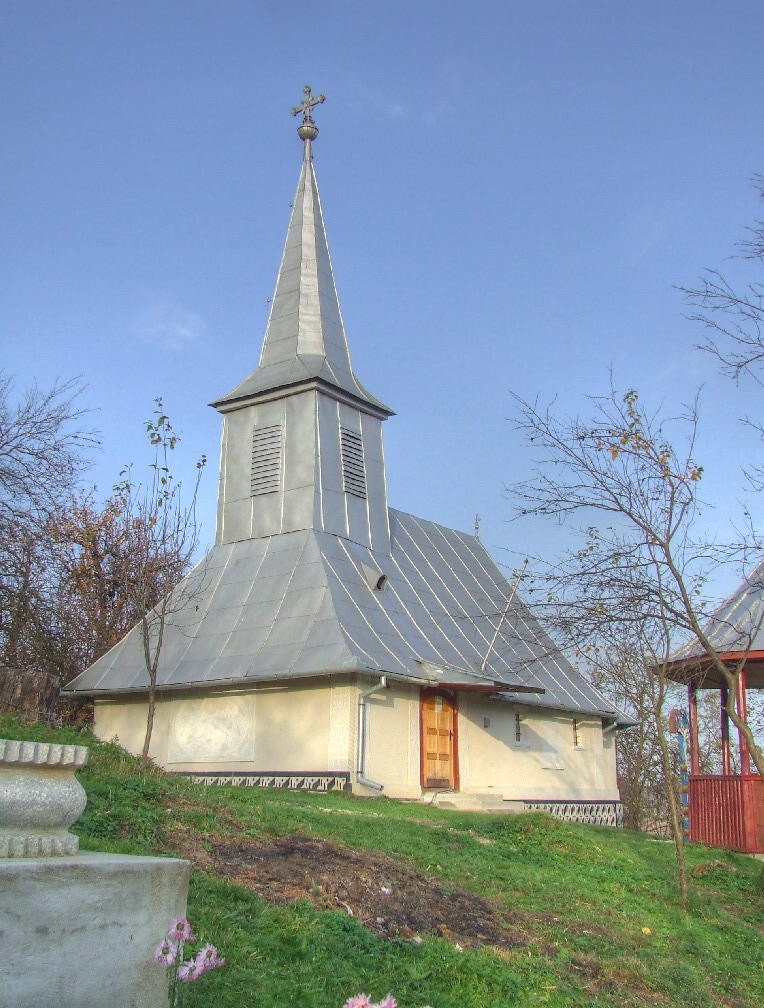
Biserica de lemn „Înălțarea Sfintei Cruci” din Cătălina

	Data convertirii comunității din Cătălina la greco-catolicism este similară cu momentul în care satele vecine au acceptat unirea cu Biserica Romei, foarte probabil în prima jumătate a secolului al XVIII-lea. Fiind o comunitate greco-catolică de mici dimensiuni, Cătălina nu a putut constitui o parohie de sine-stătătoare, credincioșii fiind nevoiți să participe la slujbele din bisericile satelor vecine Panticeu și Sărata. Ulterior, Cătălina devine filie a parohiei Sărata. Locuitorii, fiind săraci, nu și-au permis construirea unui locaș de cult multă vreme. După îndelungi și ample dezbateri, credincioșii greco-catolici din Cătălina și Dorna au decis să achiziționeze o biserică din lemn pe care să o amplaseze pe o colină din zona centrală a satului. Biserica din lemn, demontabilă, a fost cumpărată, în 1895-1896, din Dej, pădurea Codoromi, pentru suma de 100 de coroane. Transportul ei s-a făcut cu carele trase de boi și a costat comunitatea încă 400 de coroane. Reasamblarea locașului de cult s-a realizat, bârnă cu bârnă, în anii 1896-1897. Biserica, realizată din bârne în stil transilvănean, are formă de corabie și era acoperită inițial cu șindrilă. A fost sfințită cu hramul Sfinților Arhangheli.
Între anii 1961-1962, locașul de cult din Cătălina a fost renovat prin tencuirea interiorului și a exteriorului, urmată de zugrăvire și schimbarea acoperișului din șindrilă cu un acoperiș realizat din tablă zincată. În perioada 1964-1973, în timpul păstoririi părintelui Daniel Todea, s-au confecționat icoane pentru iconostas, s-a introdus iluminatul electric, au fost primite prin donație de la credincioși vase liturgice, veșminte și cărți de cult. După refacere, biserica a fost sfințită la 22 mai 1966 de episcopul Teofil Herineanu. Începând cu 14 septembrie 1978, s-a organizat anual hramul bisericii, la care au participat un sobor de preoți și credincioși din satele vecine. În 1995, la inițiativa preotului Călin Pruneanu, exteriorul locașului de cult cunoaște o nouă renovare, motiv pentru care, în data de 14 septembrie 1996, biserica este resfințită de episcopul Irineu Bistrițeanu. În perioada păstoririi părintelui Ioan Alin Fărcaș, 1998-2004, s-au turnat 150 de mp de trepte din beton însoțite de balustradă metalică, pentru a face mai accesibil urcușul pe colina unde se află biserica. A urmat montarea unui gard împrejmuitor al locașului de cult pe o suprafață de 120 mp, renovarea exteriorului bisericii, montarea de scocuri noi și refacerea instalației electrice..
Recensământul autorităților austriece din 1850 înregistra, în satul Cătălina, 203 locuitori de drept, toți fiind greco-catolici . Recensământul din 1857 evidențiază 181 locuitori ai comunității de asemenea în totalitate greco-catolică . Comunitatea rămâne aproape integral greco-catolică cu 231 de credincioși în 1880, 314 - în 1900, 507- în 1941 . Recensământul din 1880 indică în satul Cătălina, alături de greco-catolici, 2 reformați, iar cel din 1900 – un reformat și 6 izraeliți, situație care corespunde structurii etnice a populației întru-totul. Recensământul din 1941, realizat de autoritățile din Ungaria pentru Transilvania de Nord, indică, în Cătălina, o populație de 511 de locuitori din care 507 greco-catolici, un ortodox și 3 reformați. Populația de confesiune israelită a dispărut în urma deportării.
Trebuie remarcată și de această dată neconcordanța dintre datele oferite de recensămintele austriece din a doua jumătate a secolului al XIX-lea și debutul secolului XX și cele din Șematismele Arhidiecezei Albei Iulia și Făgăraș. Spre exemplu, în 1880 recensământul evidențiază 231 greco-catolici, iar Șematismul – 125 în Cătălina și 80 în cătunul Dorna – în total de 205. Situația este similară în 1900, când Recensământul austriac înregistrează 314 greco-catolici, iar Șematismul 331 .
	Preoții care au oficiat slujbe pentru populația greco-catolică din Cătălina și Dorna după achiziționarea locașului de cult în 1886 sunt cei ai parohiei Sărata: Iuliu Mihali (1884-1916), Augustin David (1916-1936) și Sever Tiberiu Fetti (1936-1951). Preotul Augustin David a decedat în 19 ianuarie 1936 (Duminica celor 10 leproși), în biserica din Cătălina, după oficierea Liturghiei și susținerea predicii. În timpul păstoririi părintelui Tiberiu Fetti, în 1948, ca urmare a desființării cultului greco-catolic, întreaga comunitate din Cătălina a trecut la ortodoxism. În anii care au urmat, slujbele au fost oficiate de preoții Ananie Simulea (1951-1954), Nicolae Bercaru (1954-1958), Mircea Giurgiu (1958-1964), Daniel Todea (1964-1973), Augustin Bora (1973-1976), Ioan Ciupei (1976-1980), Ioan Meseșan (1981-1990), Călin Pruneanu (1992-1998), Ioan Alin Fărcaș (1998-2007), Gheorghe Dănuț Gordan (2007 - prezent).

## Personalități născute aici
- Márton Roska (1880 - 1961), istoric, etnograf;
- Iuliu Hațieganu (1885 - 1959), medic;
- Nicolae David (1915 - 1977), fotbalist;
- Lia Rodica Cott (n. 1938), grafician;
- Alexandru Jurcan (n. 1948), scriitor;
- Augustin Pop (1952 - 1998), scriitor;
- Cristina Burciu (n. 1969), politician.

## Vezi și
- Biserica reformată din Cubleșu Someșan
- Biserica reformată din Dârja
- Biserica reformată din Panticeu

## Imagini

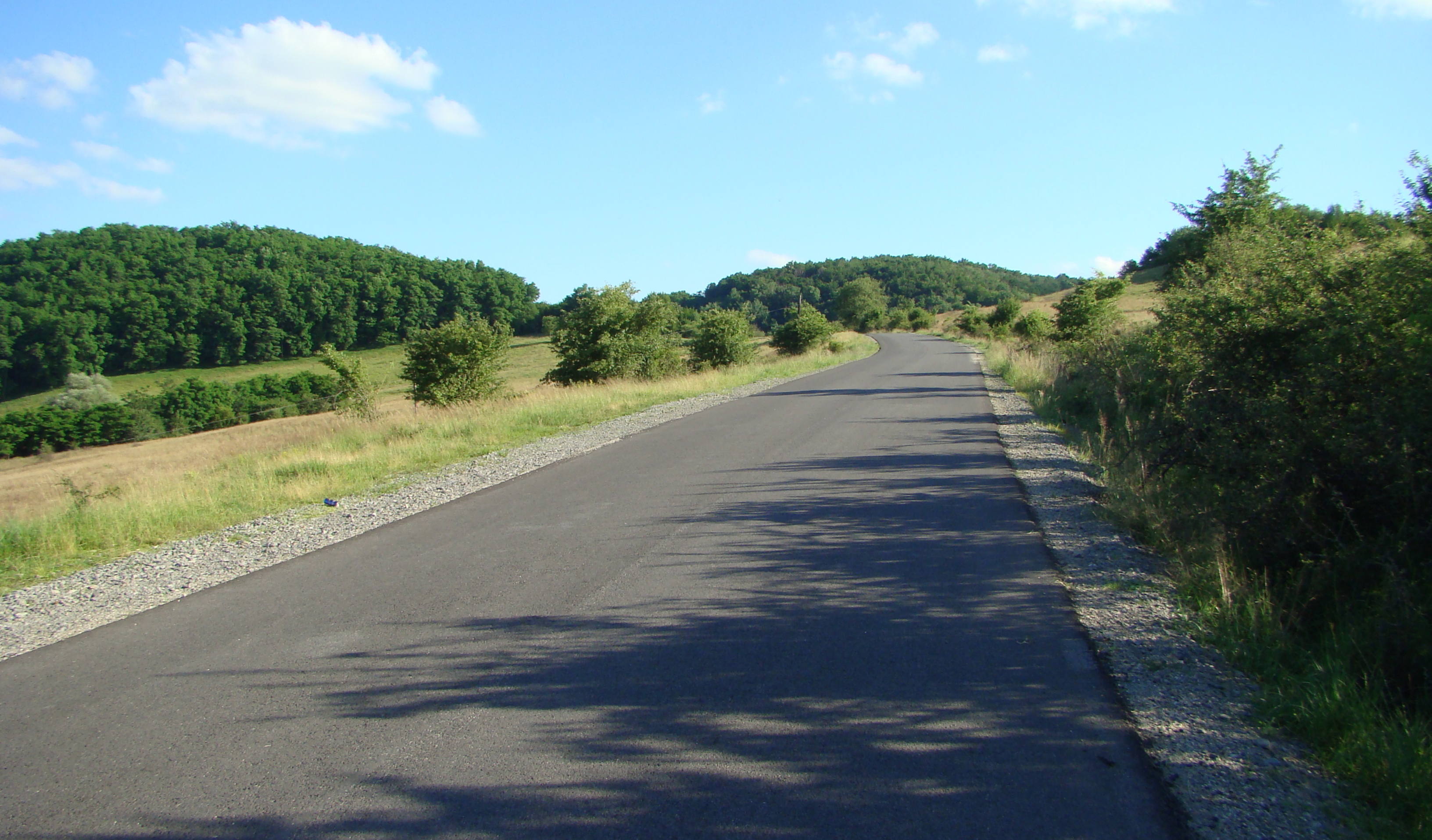
Drumul Vultureni-Panticeu
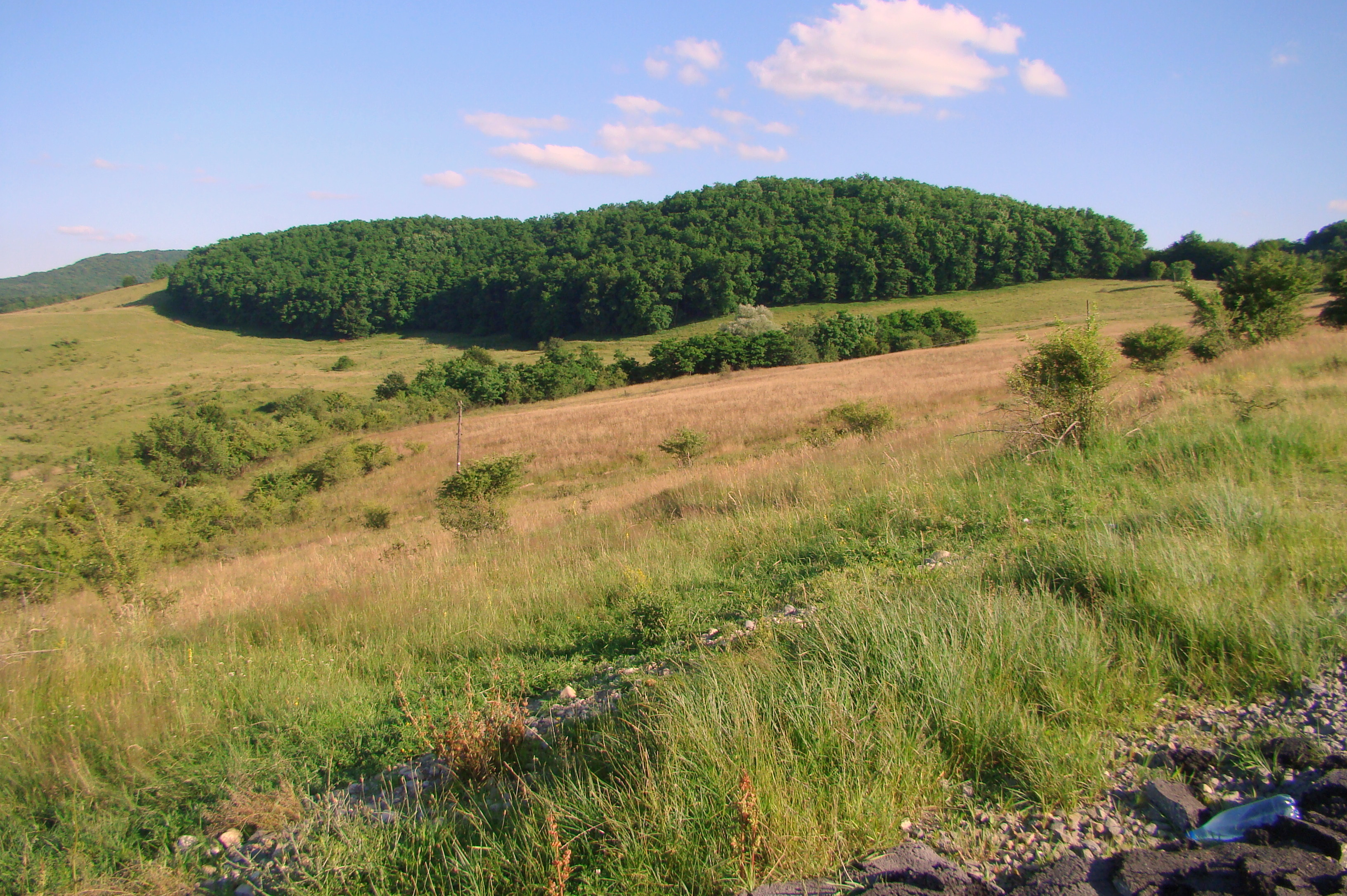
Drumul Panticeu-Vultureni din județul Cluj
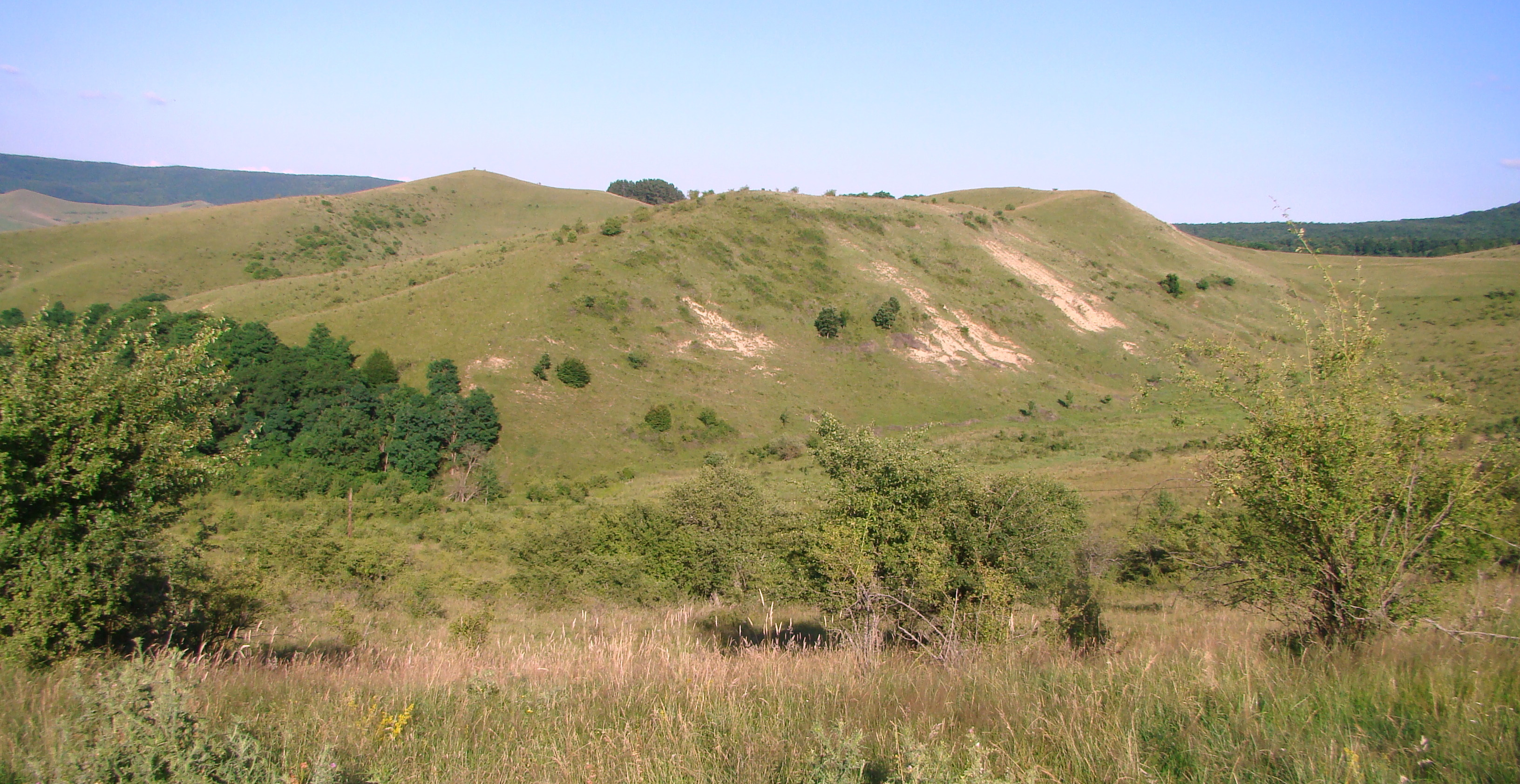
Drumul Panticeu-Vultureni din județul Cluj
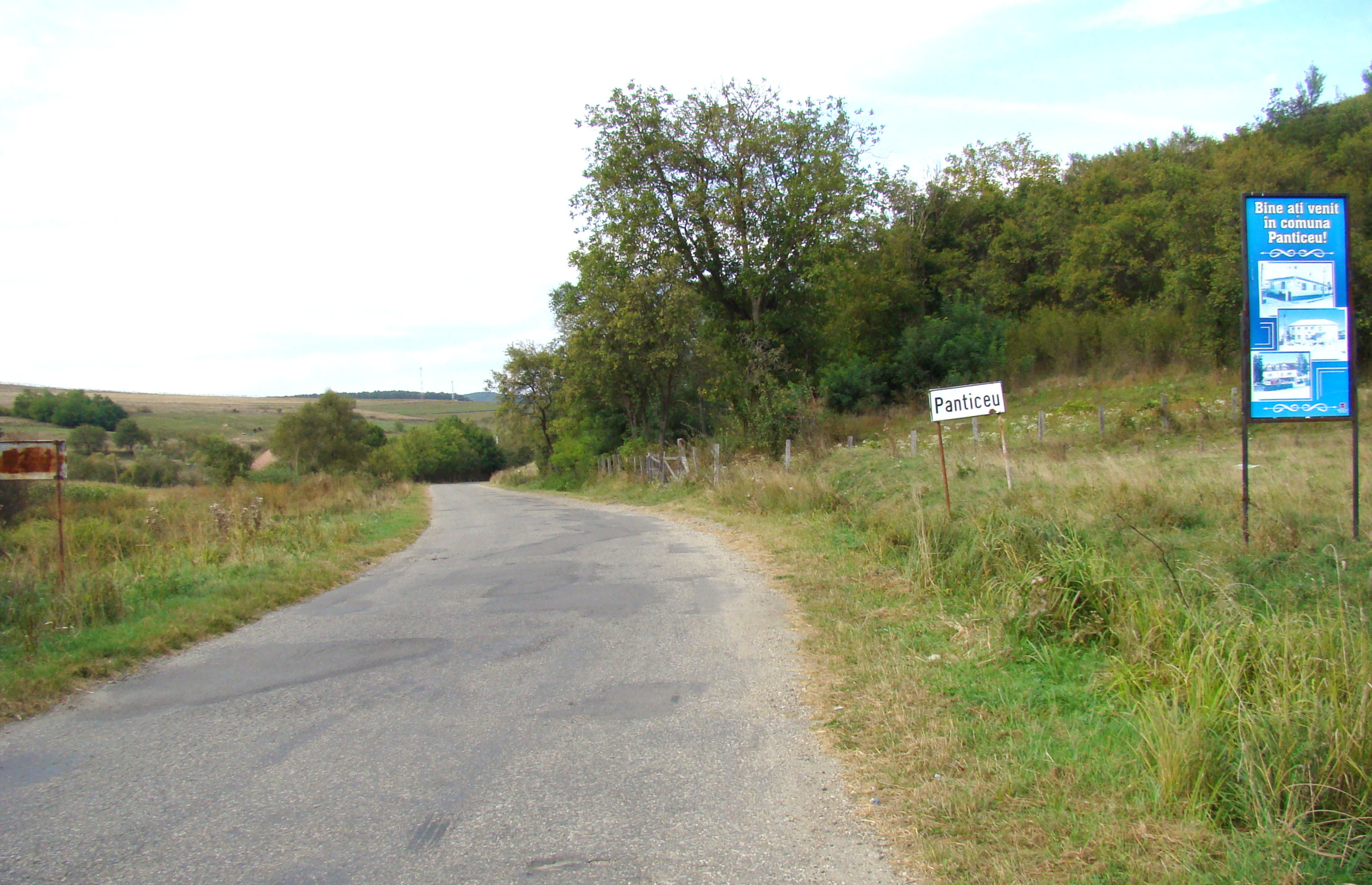
Intrarea în Panticeu
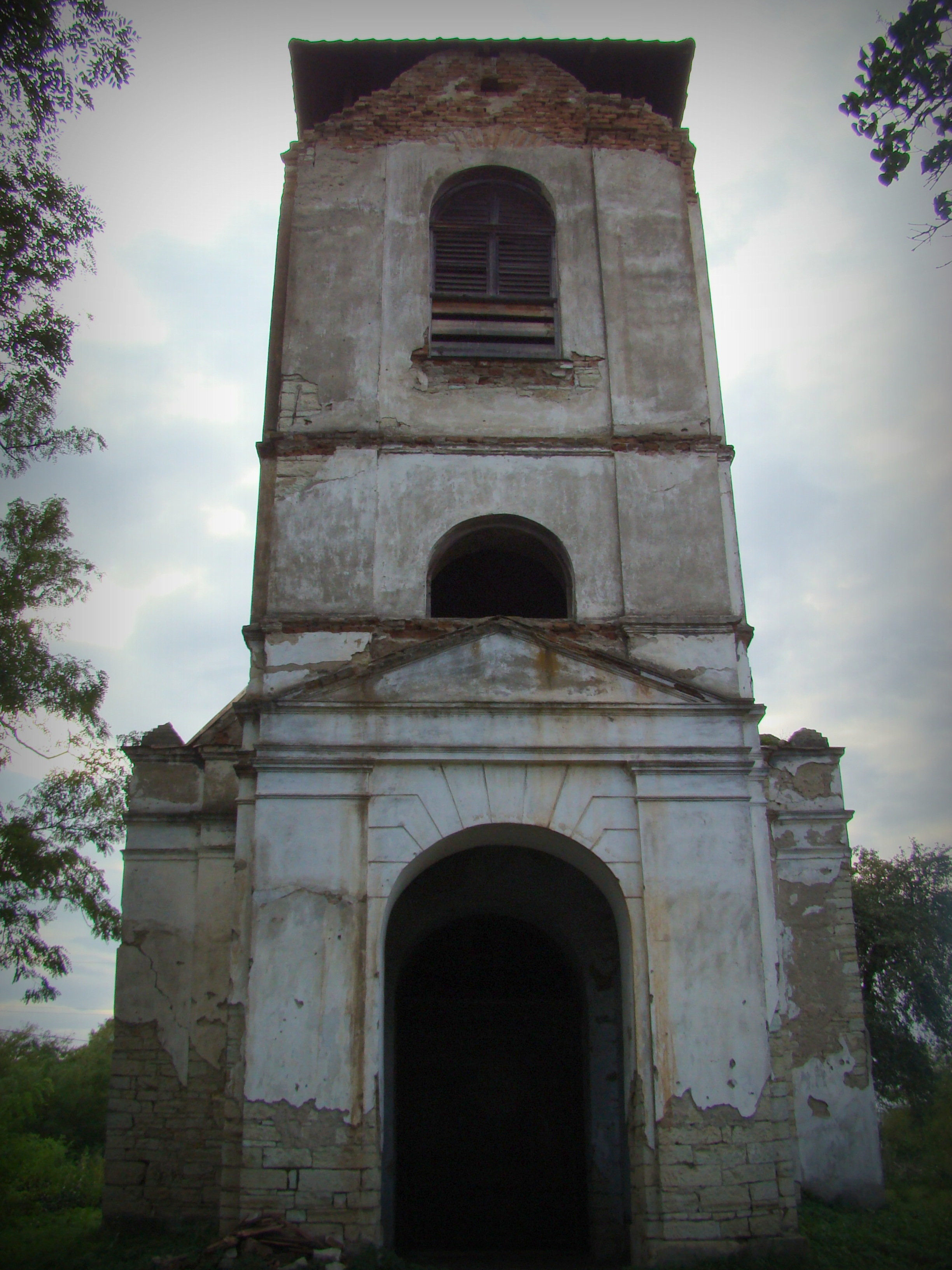
Biserica reformată (monument istoric)
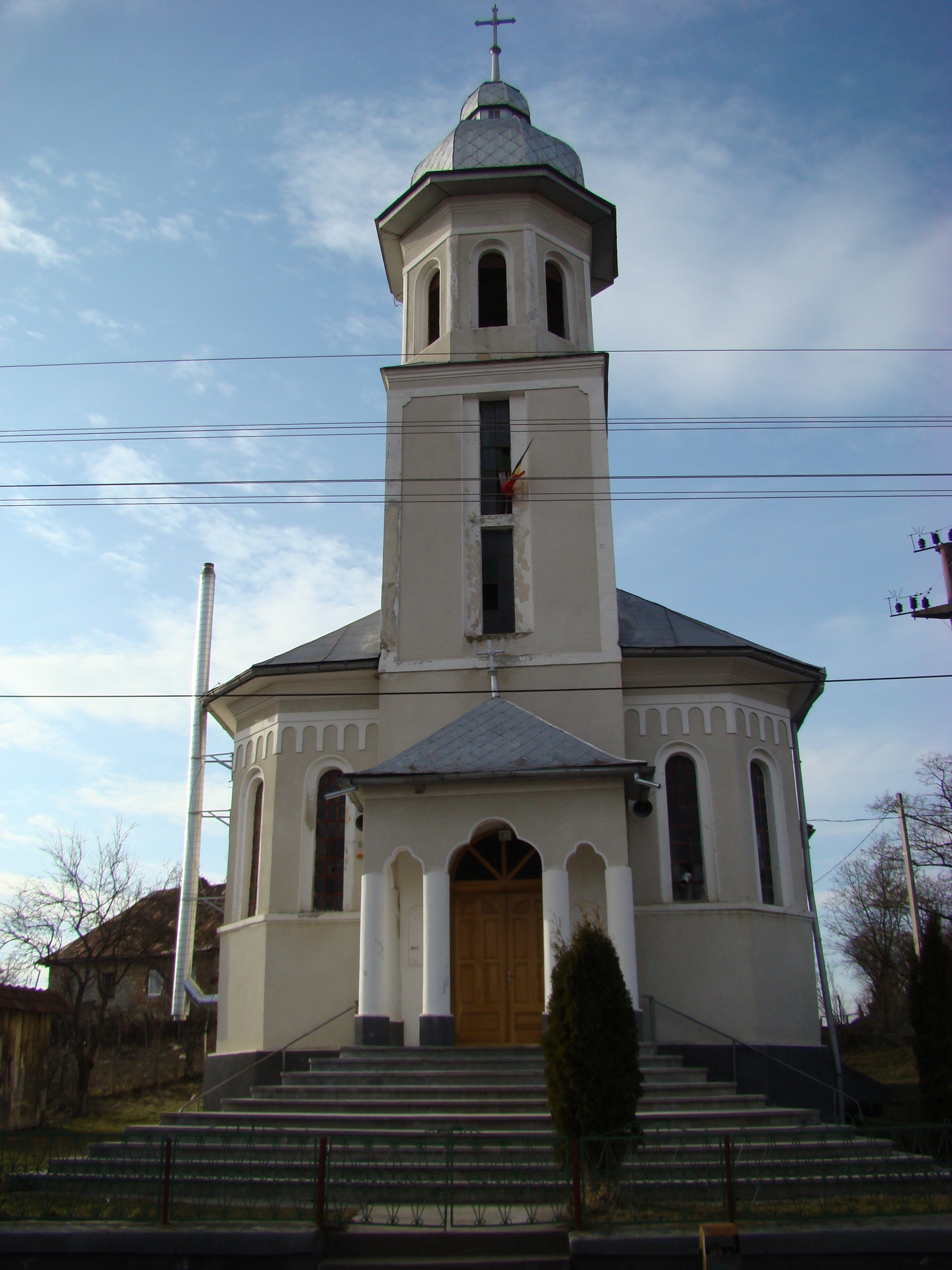
Biserica ortodoxă
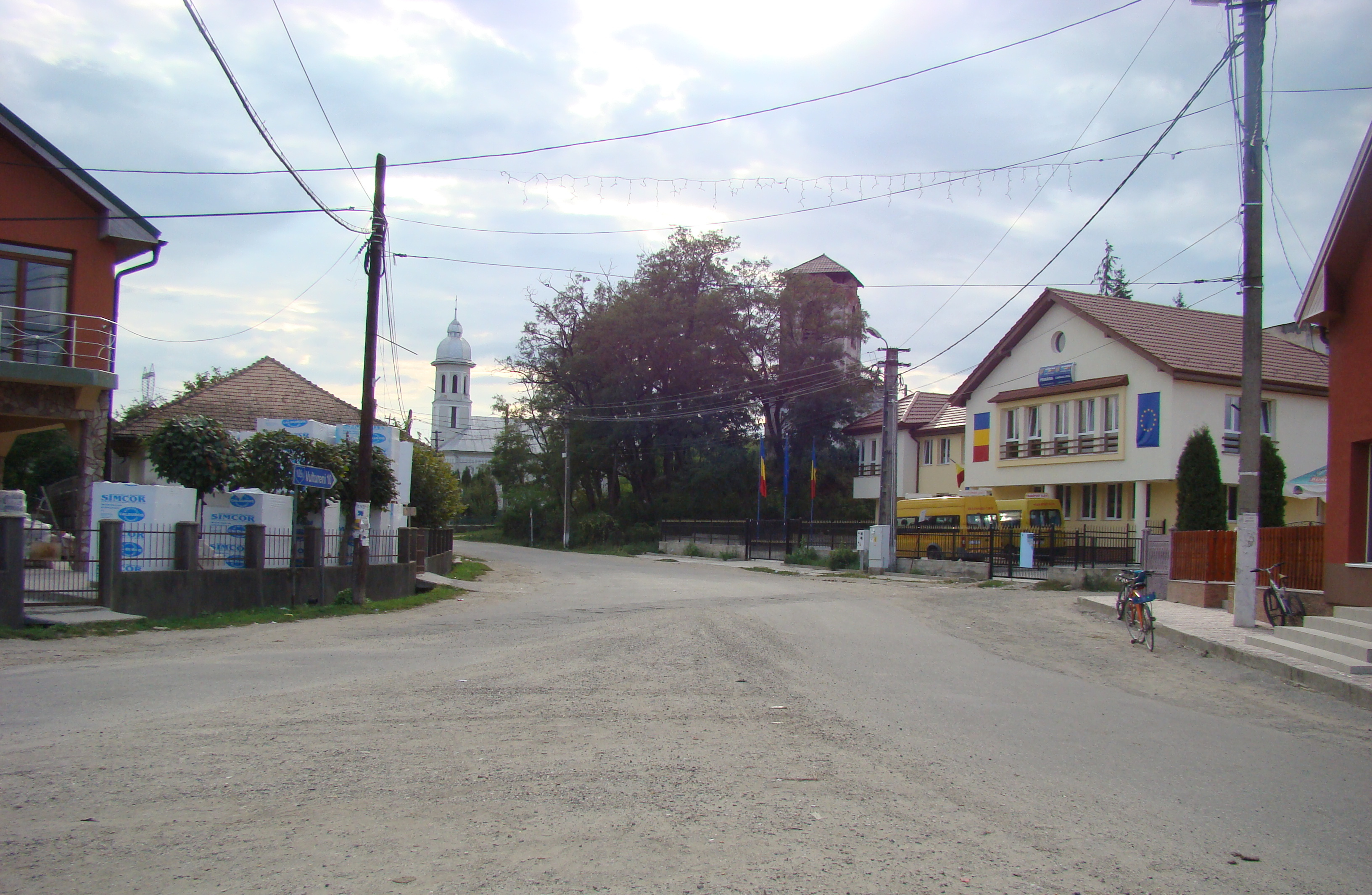
Panticeu, județul Cluj
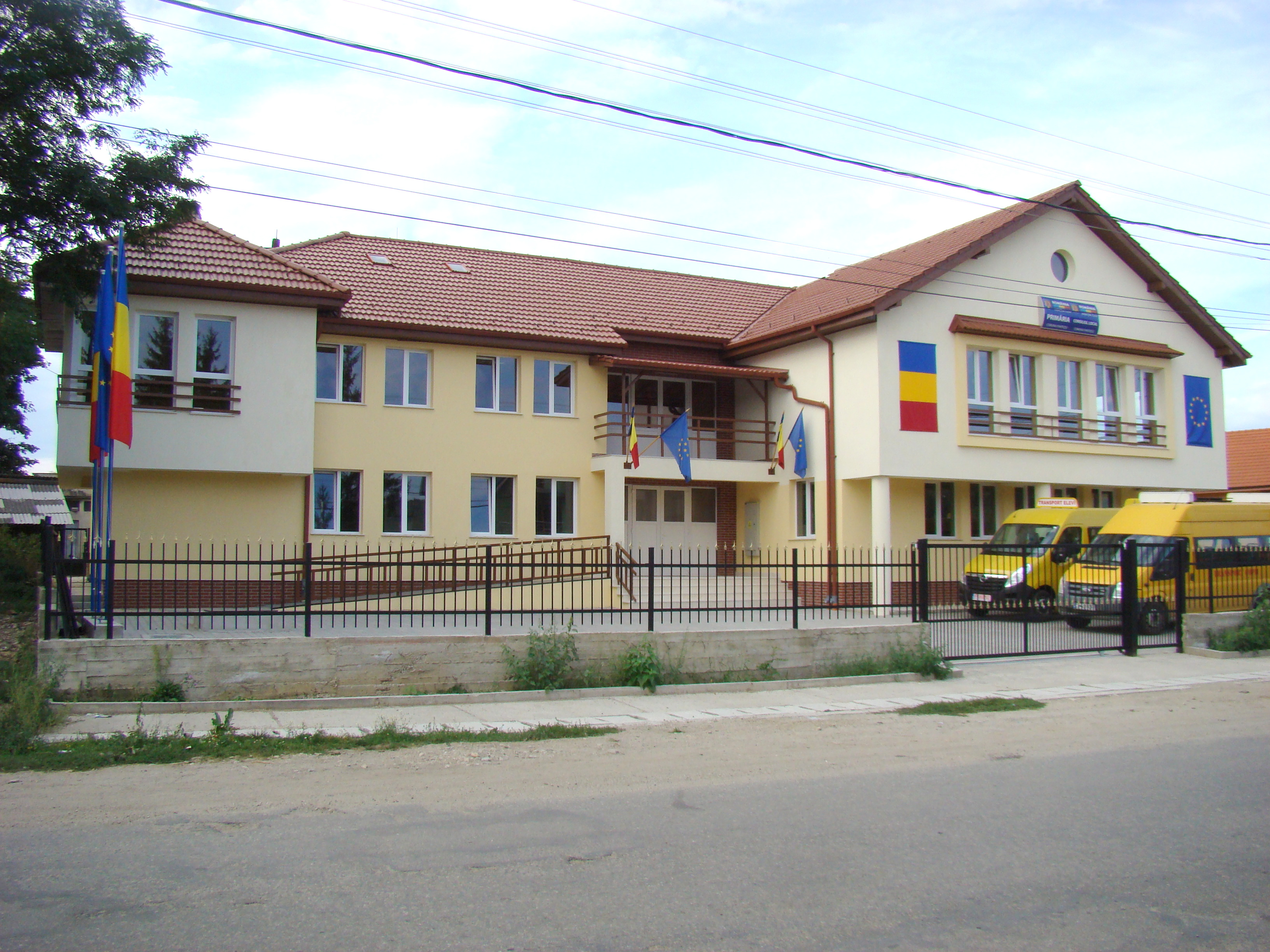
Primăria comunei Panticeu
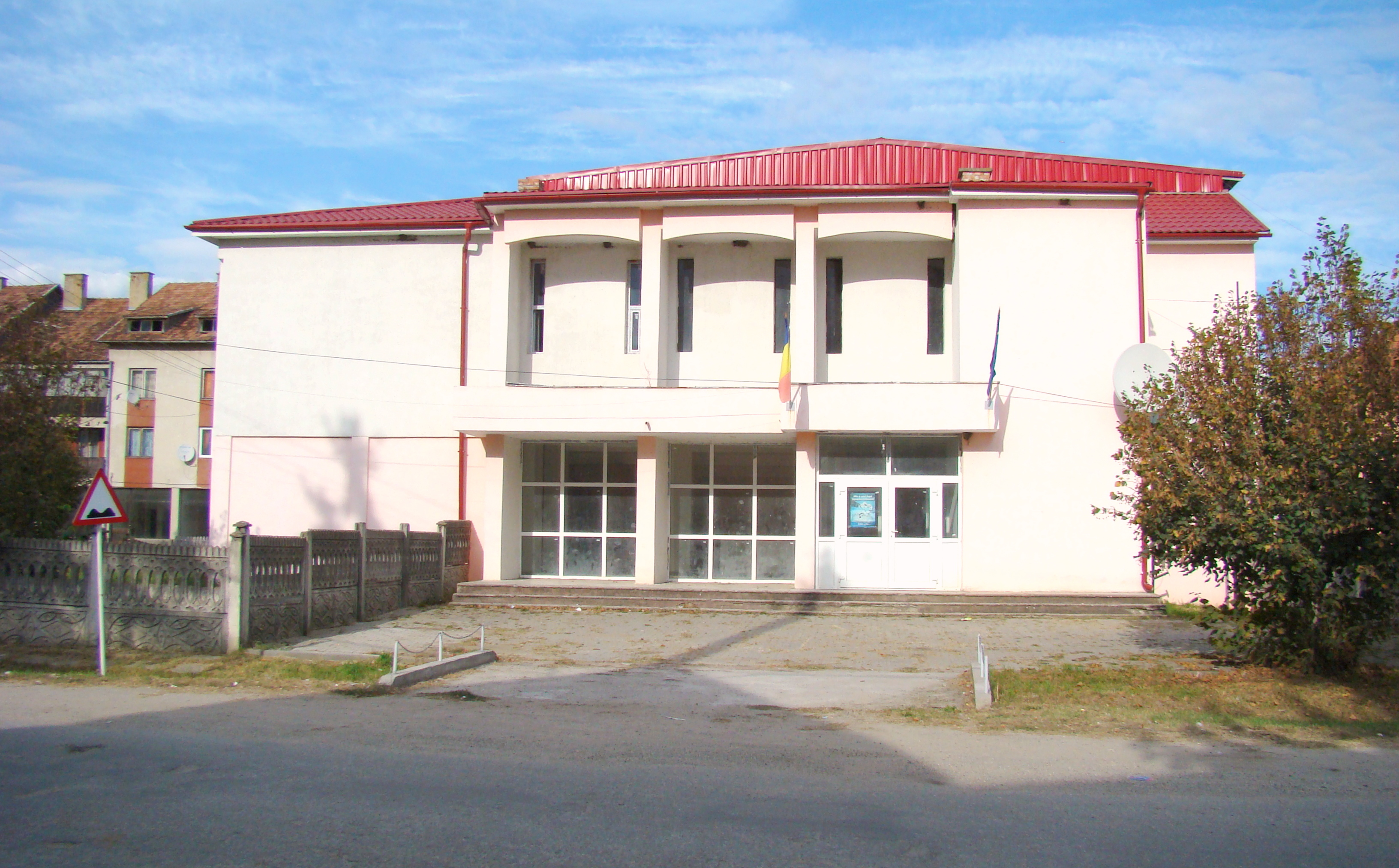
Căminul cultural
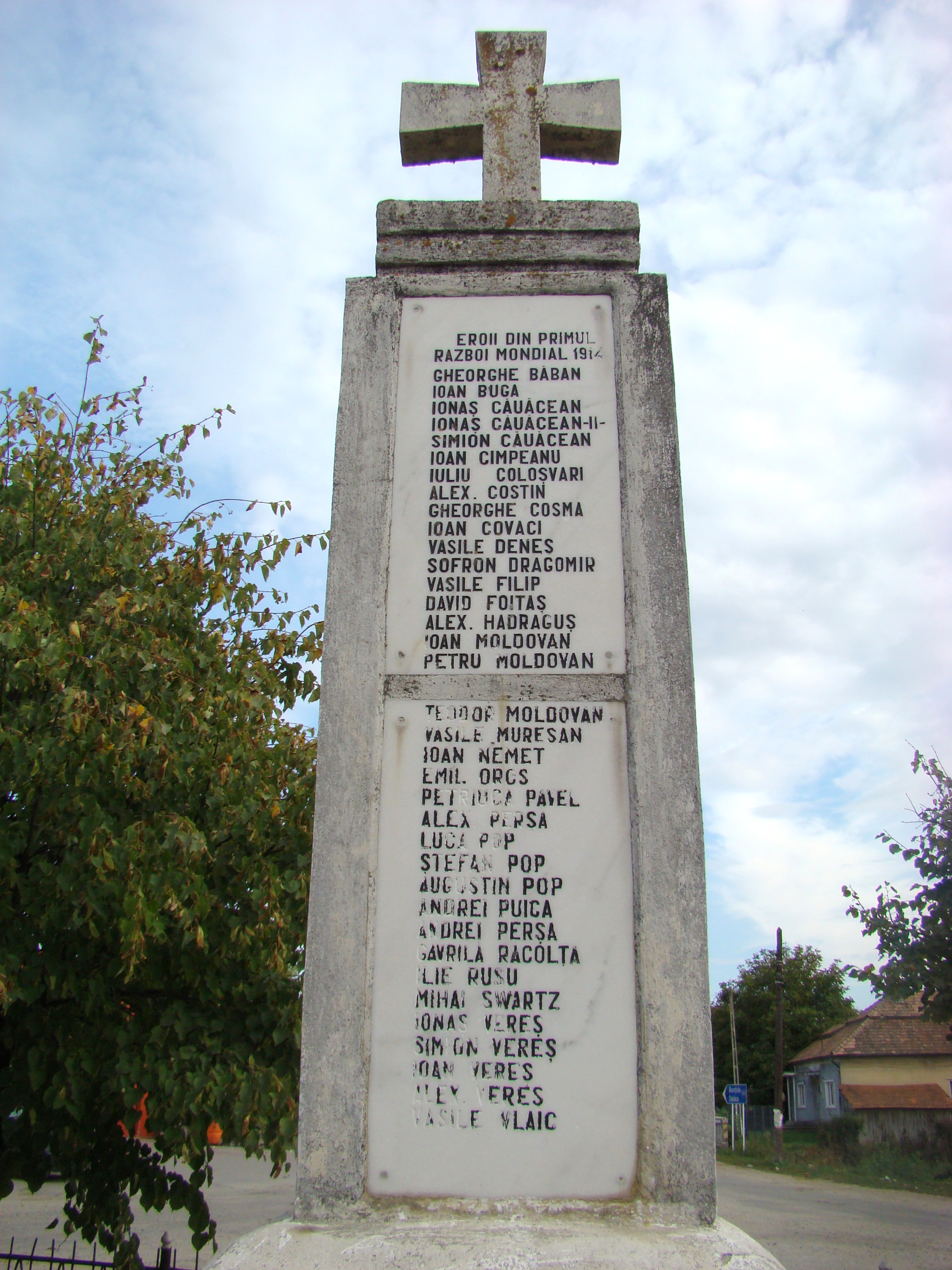
Monumentul Eroilor (detaliu)
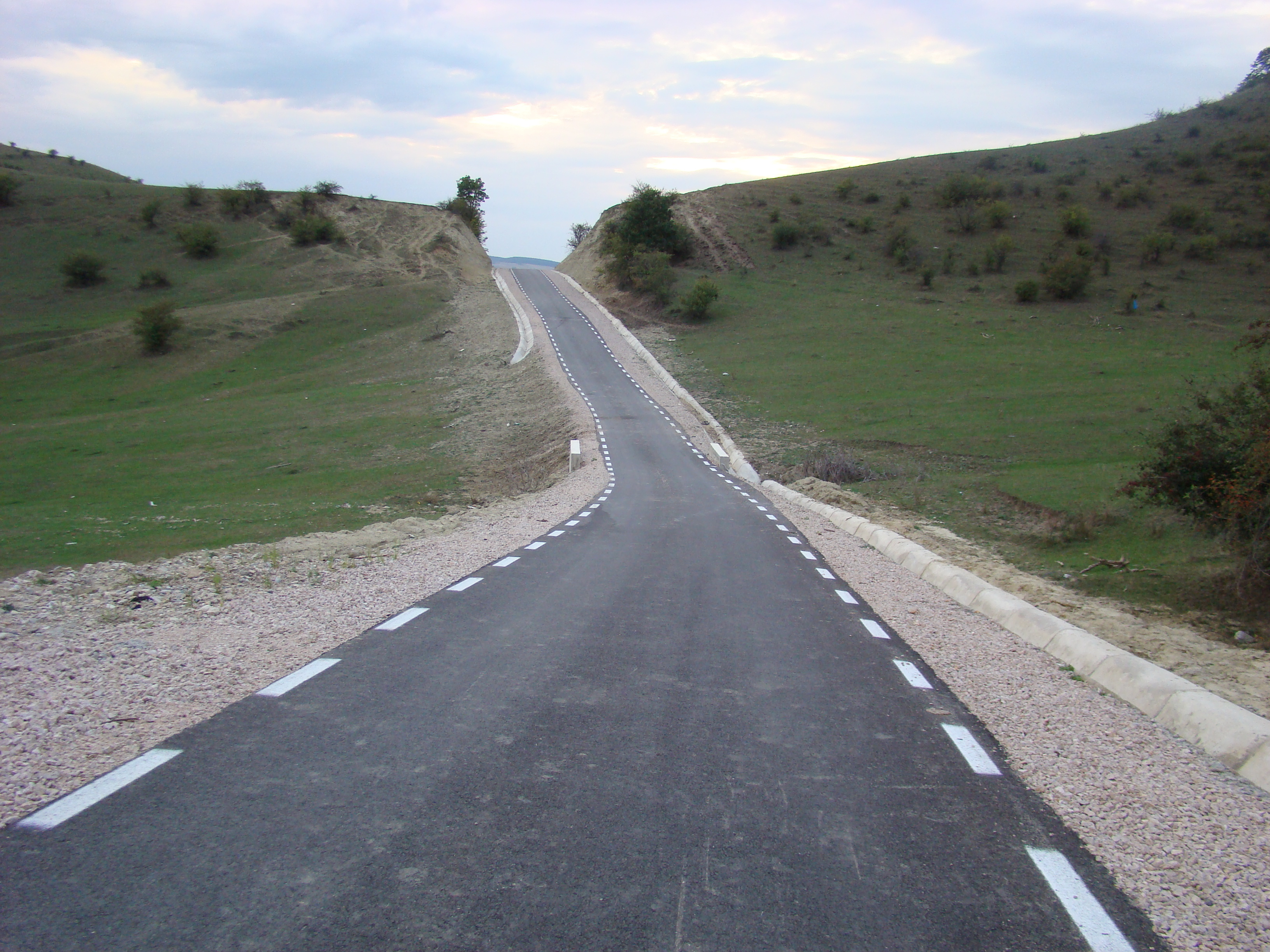
Drumul comunal Panticeu-Cubleșu Someșan
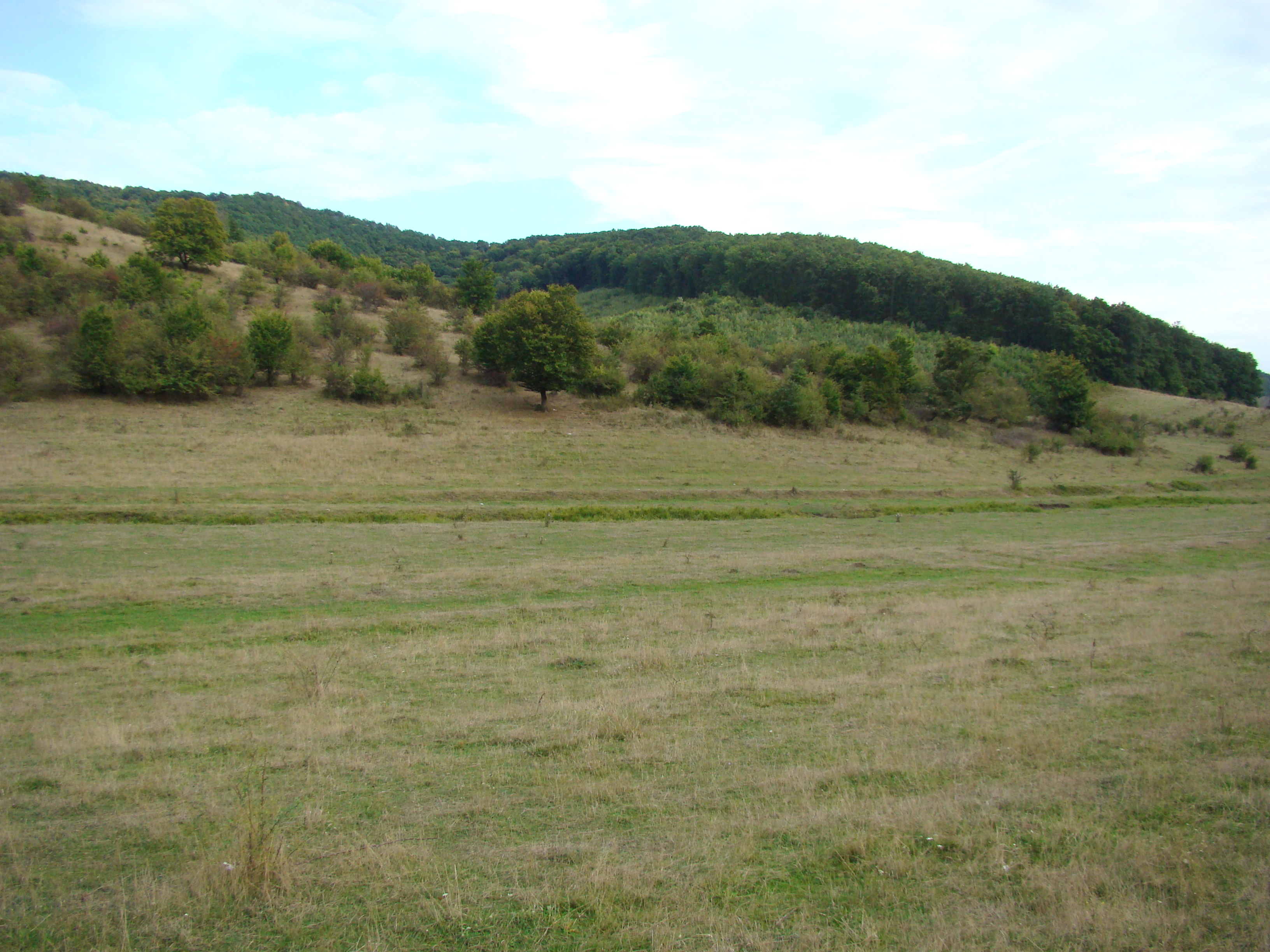
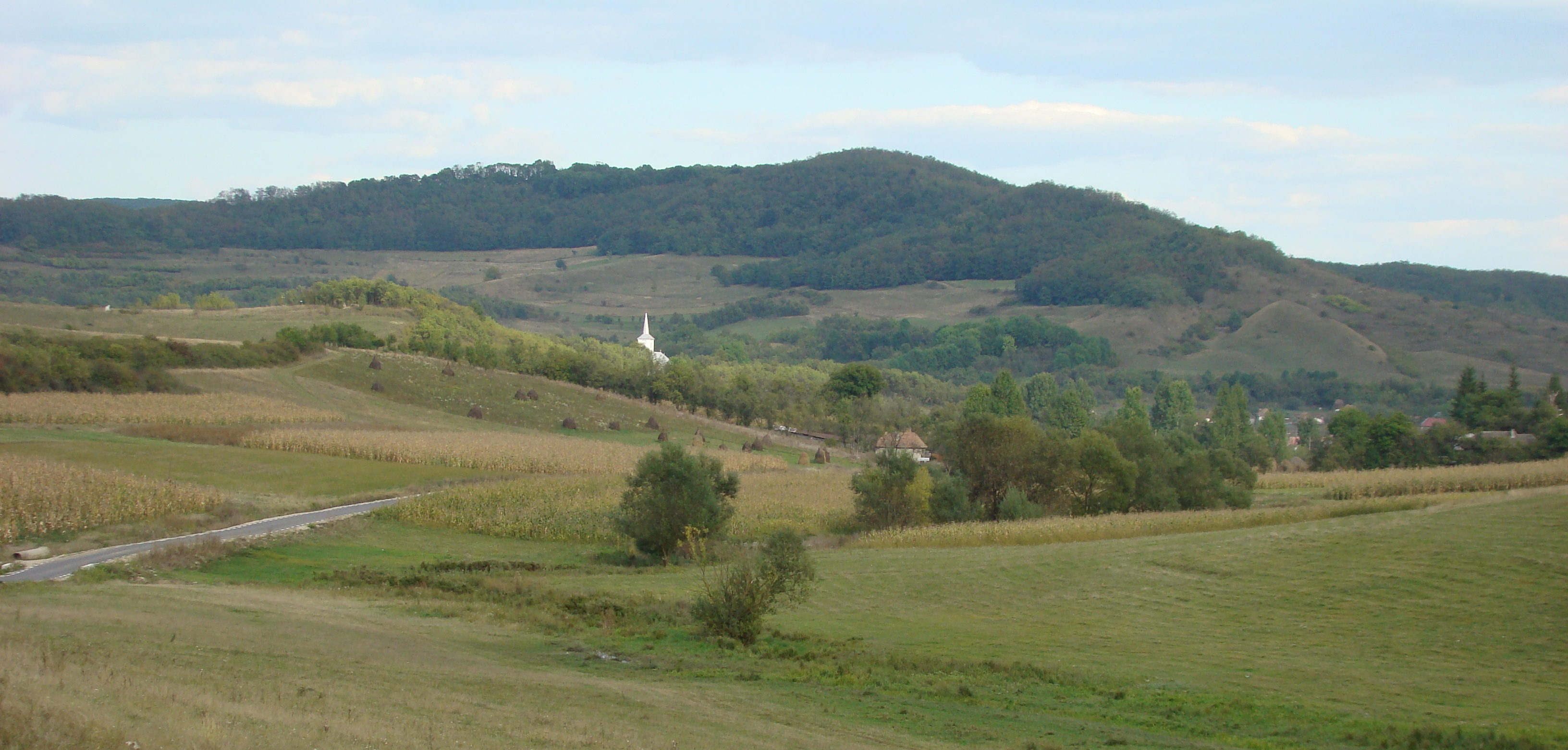
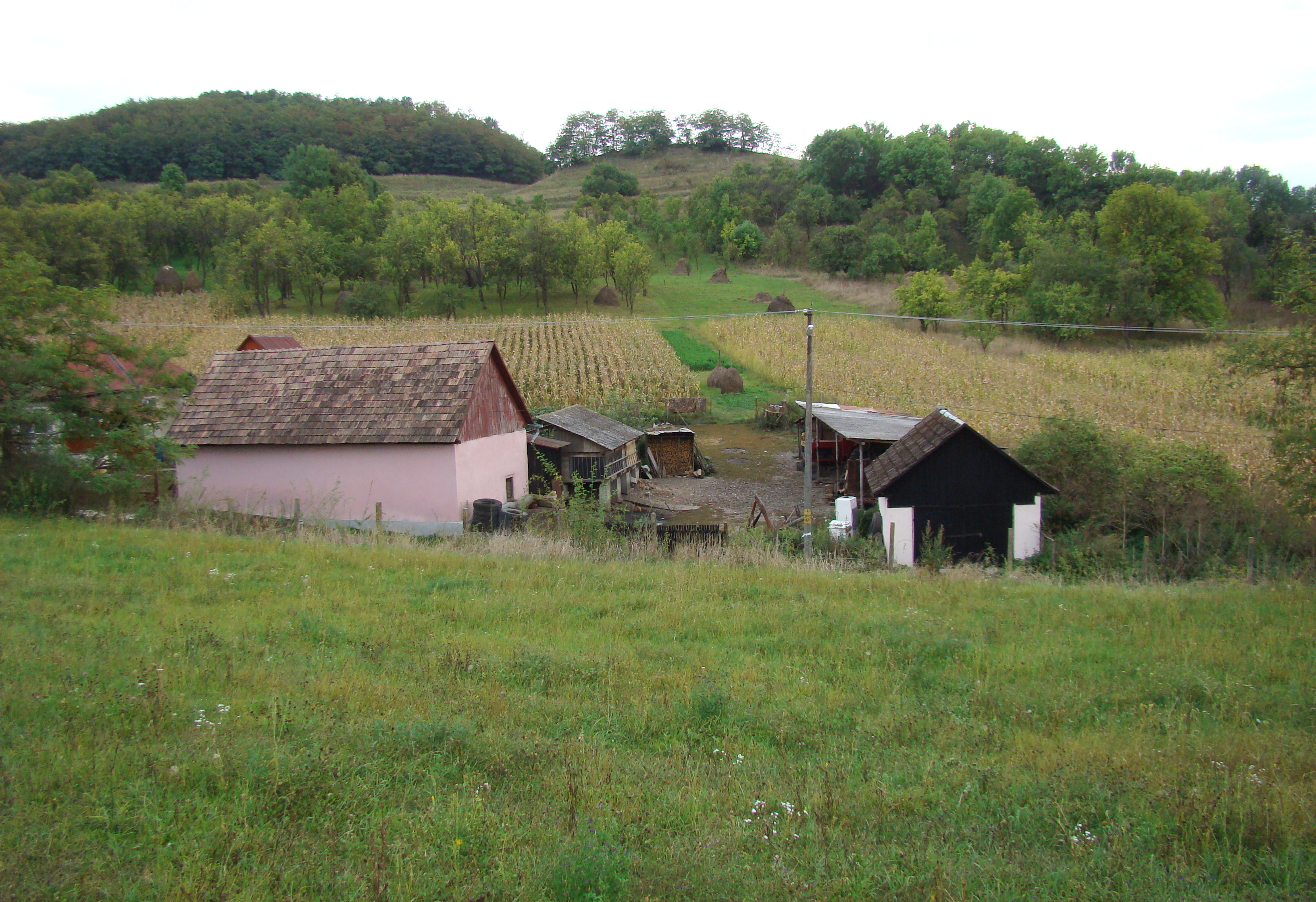
:Cubleșu Someșan
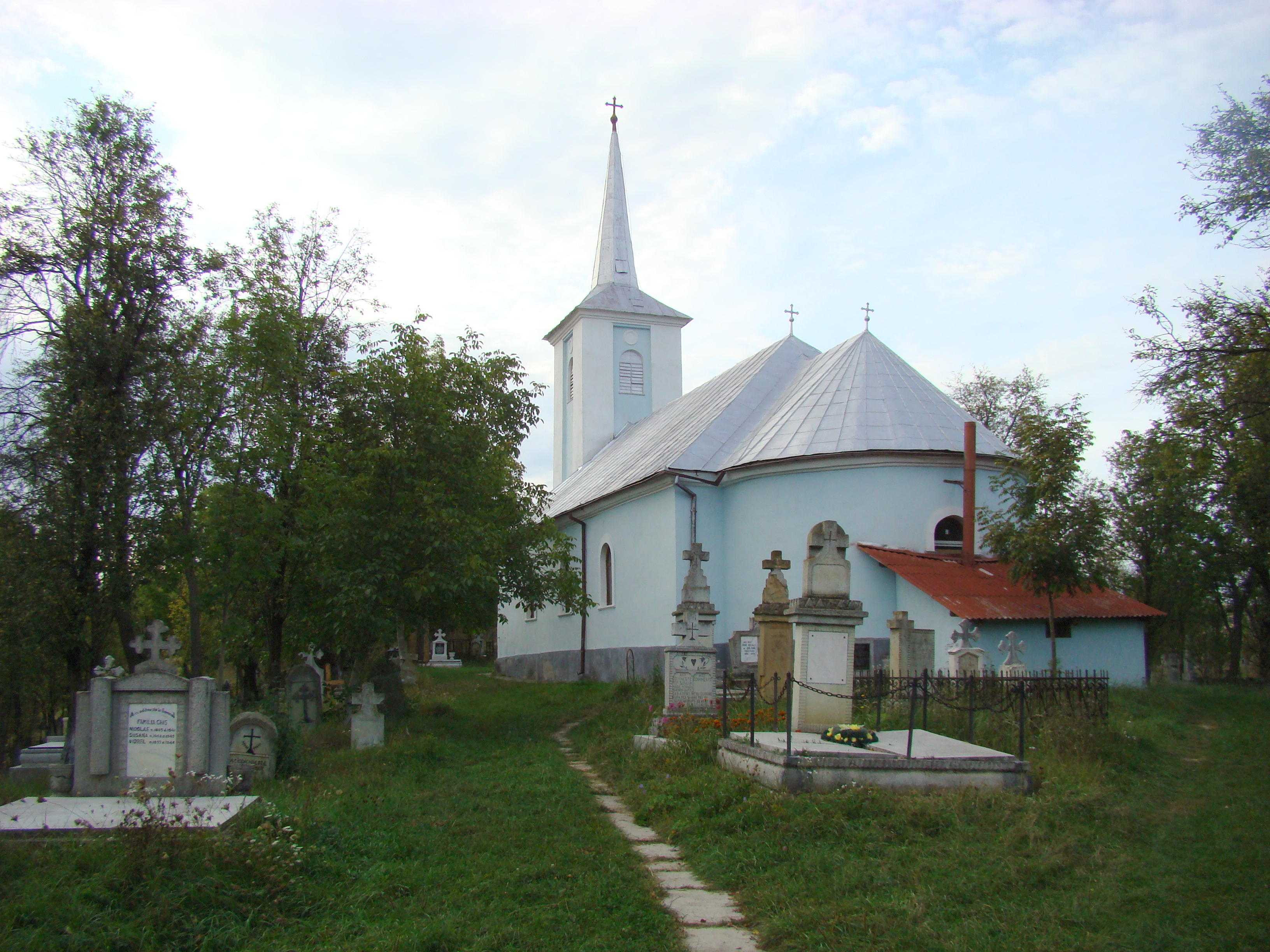
Biserica ortodoxă „Buna Vestire” (1840)
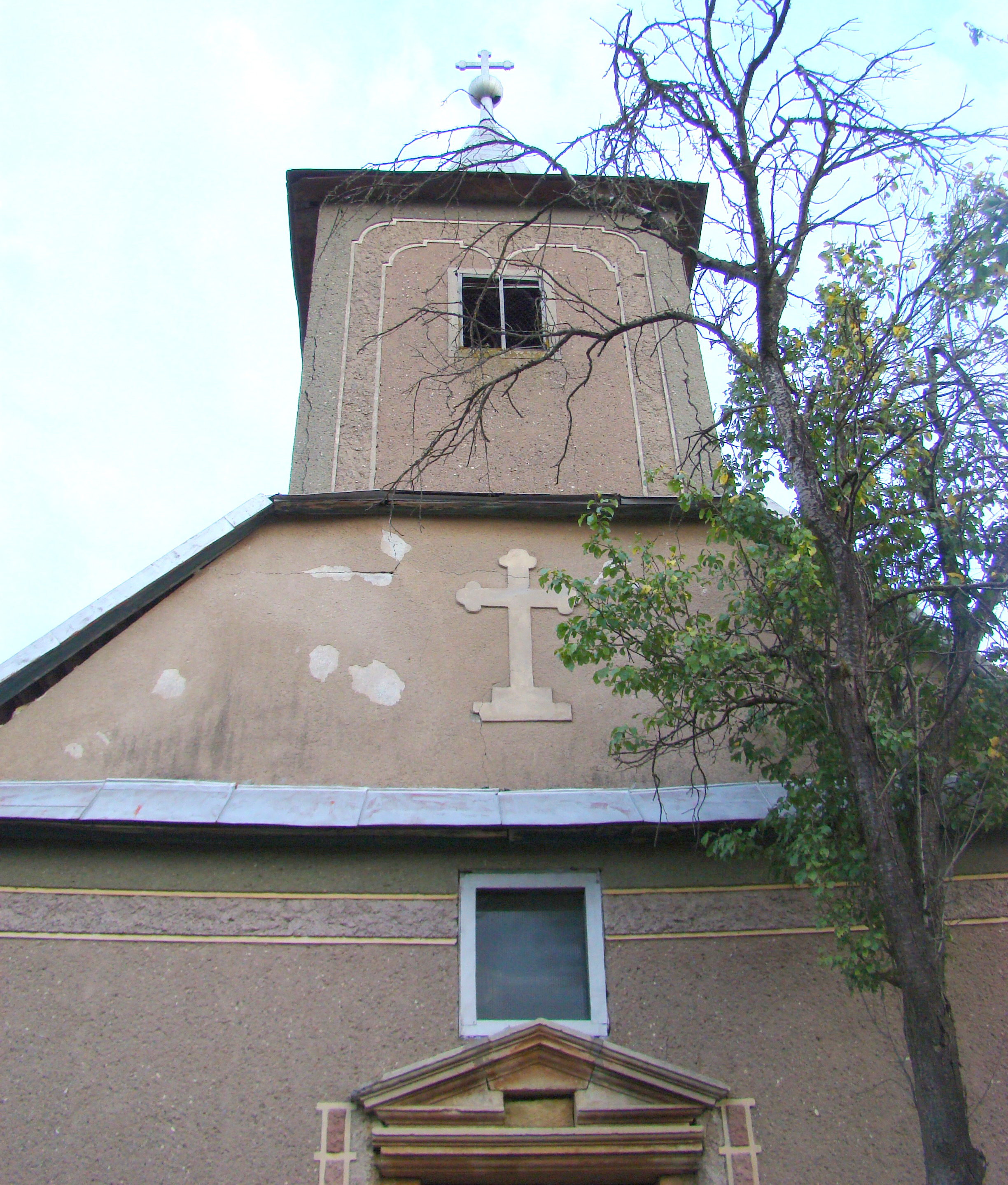
Biserica romano-catolică
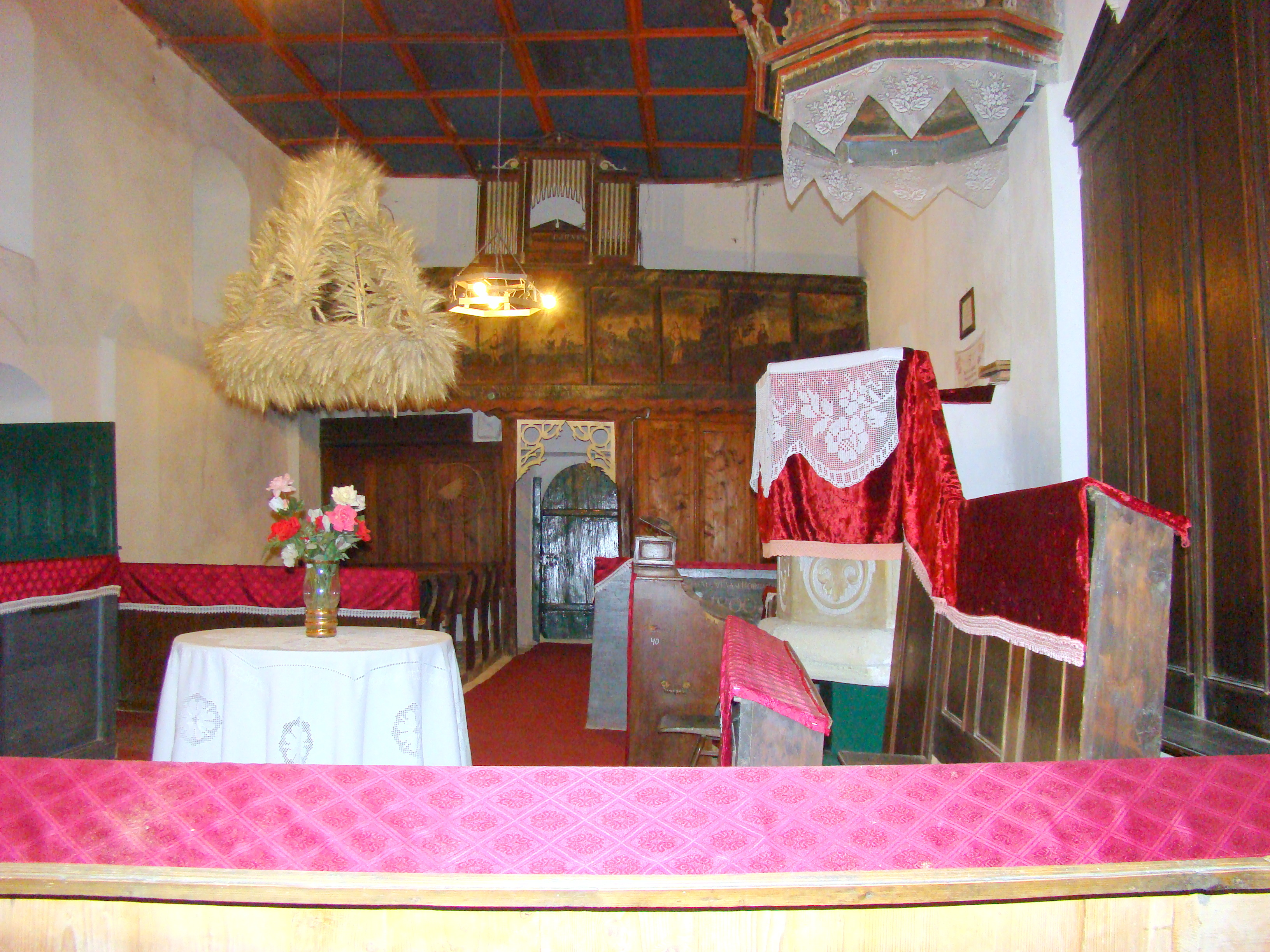
Biserica reformată (monument istoric)
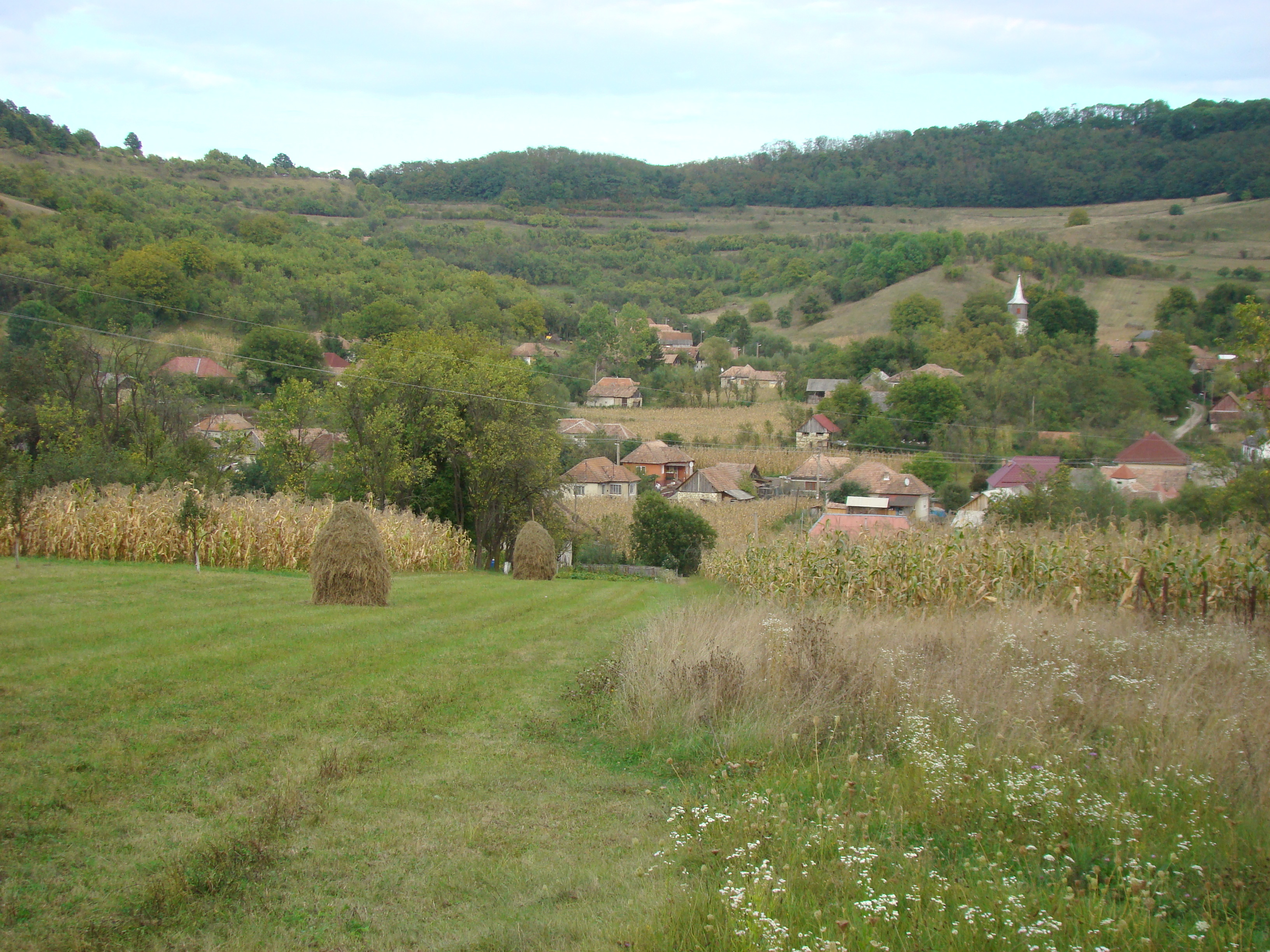
:Cubleșu Someșan
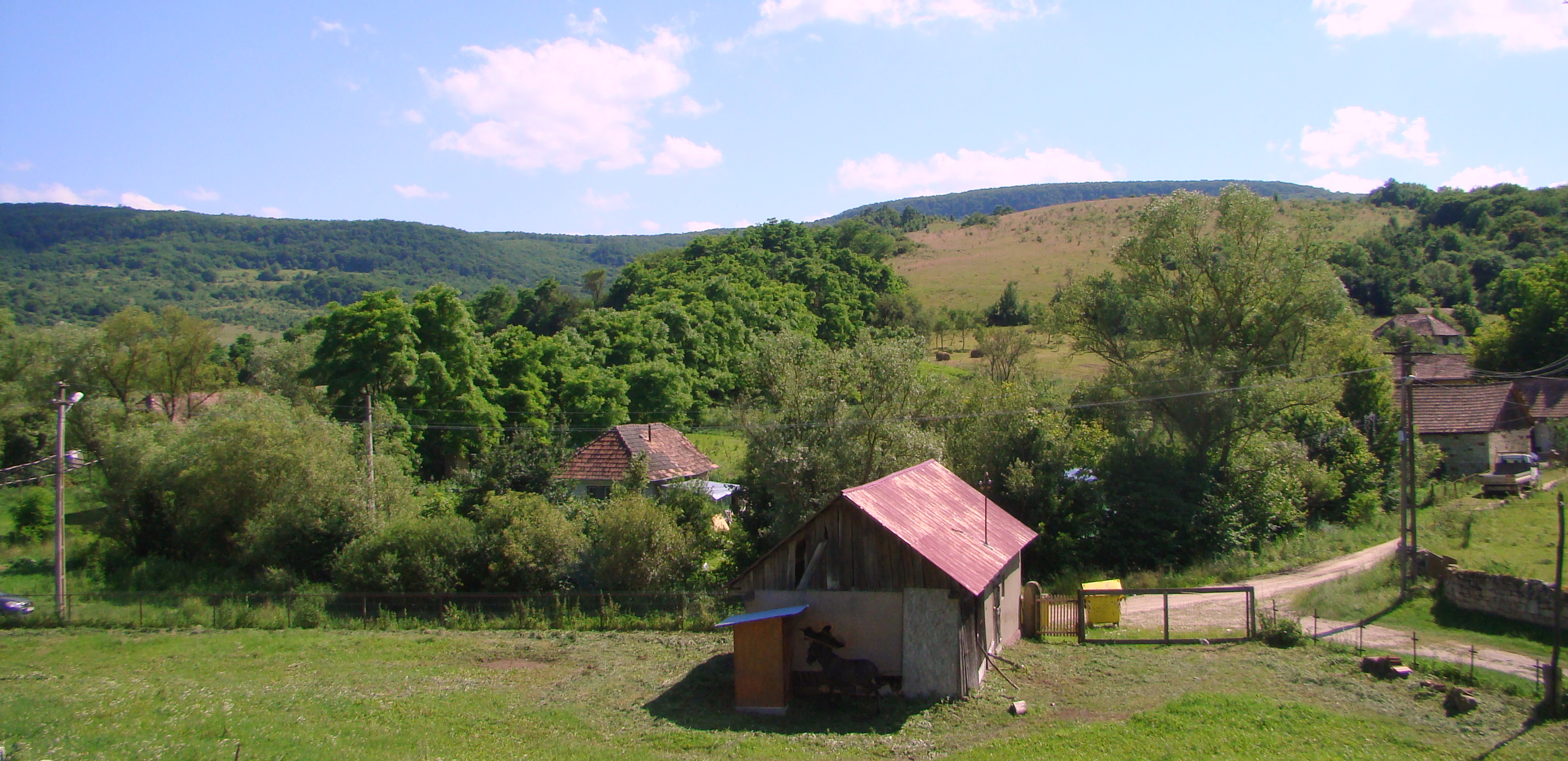
Dârja
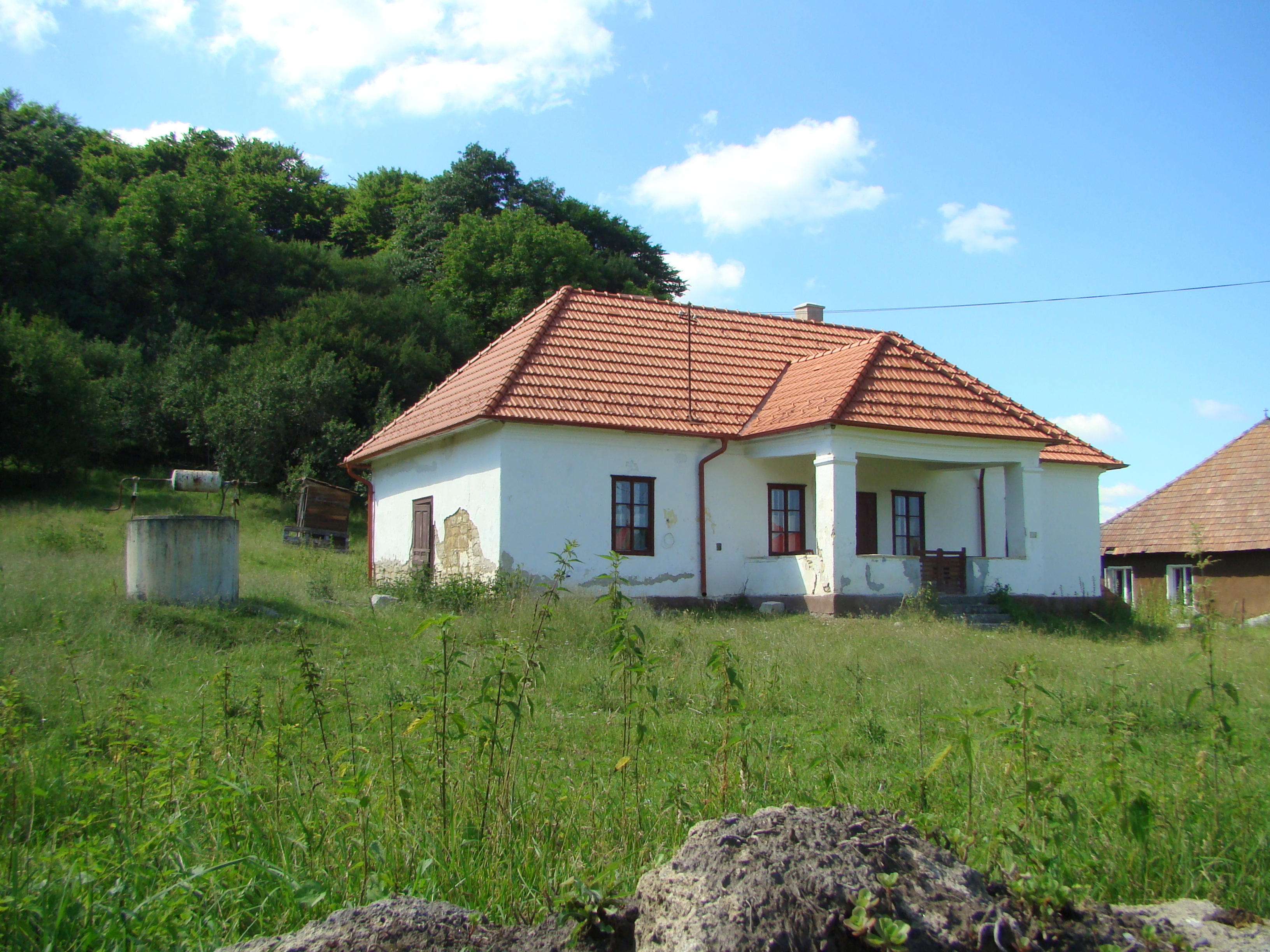
Dârja, județul Cluj
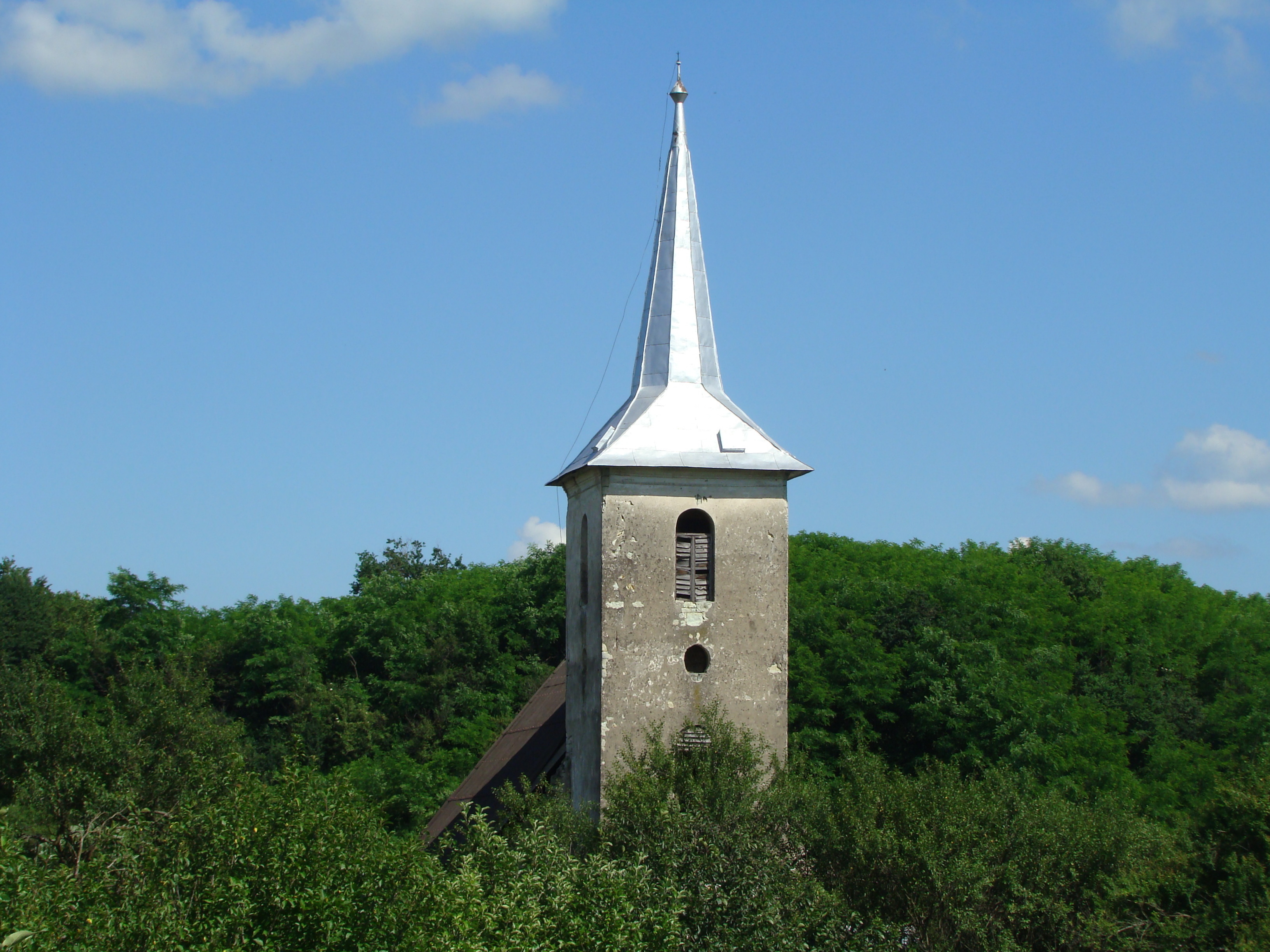
Biserica reformată (monument istoric)
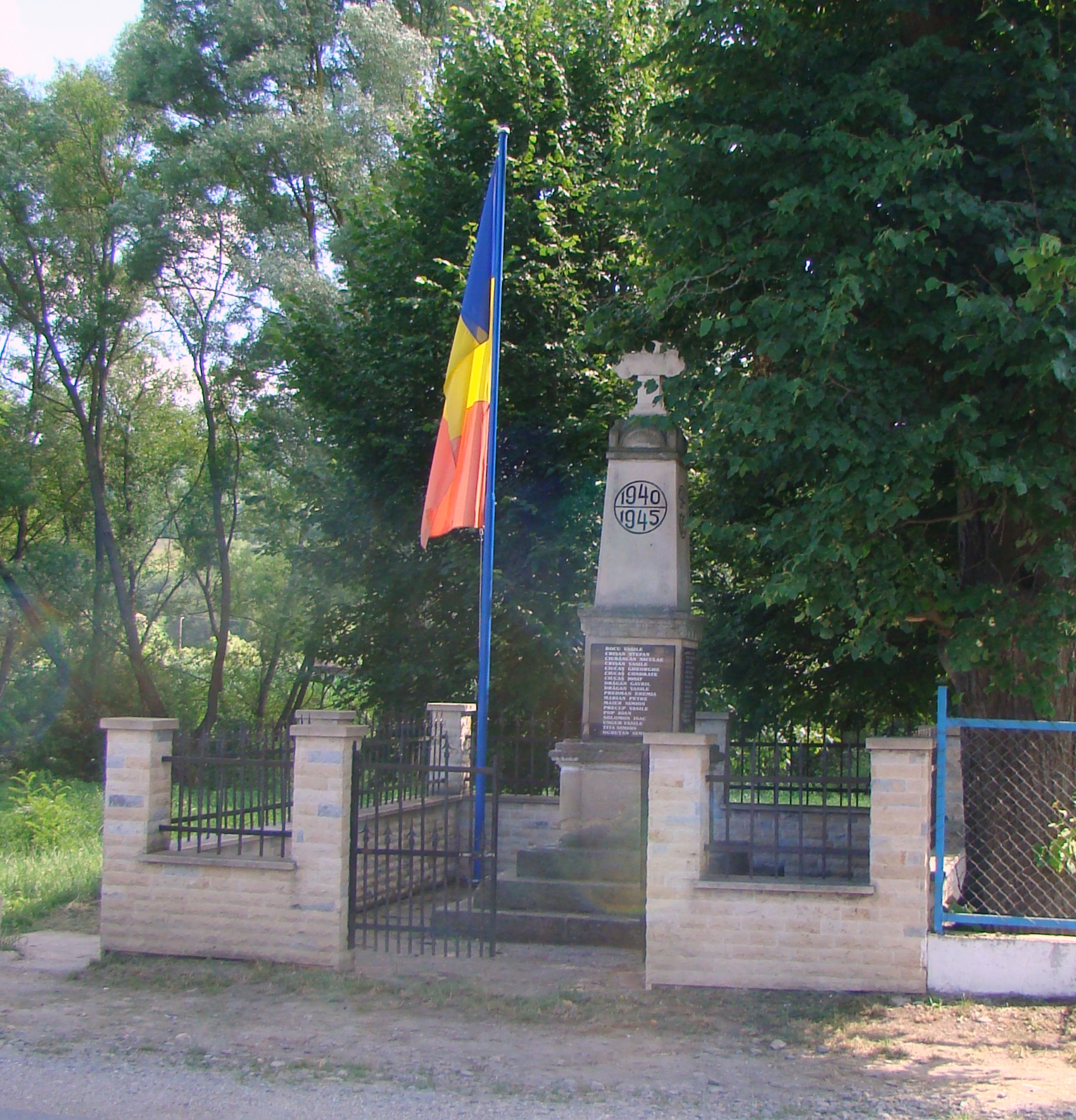
Monumentul Eroilor
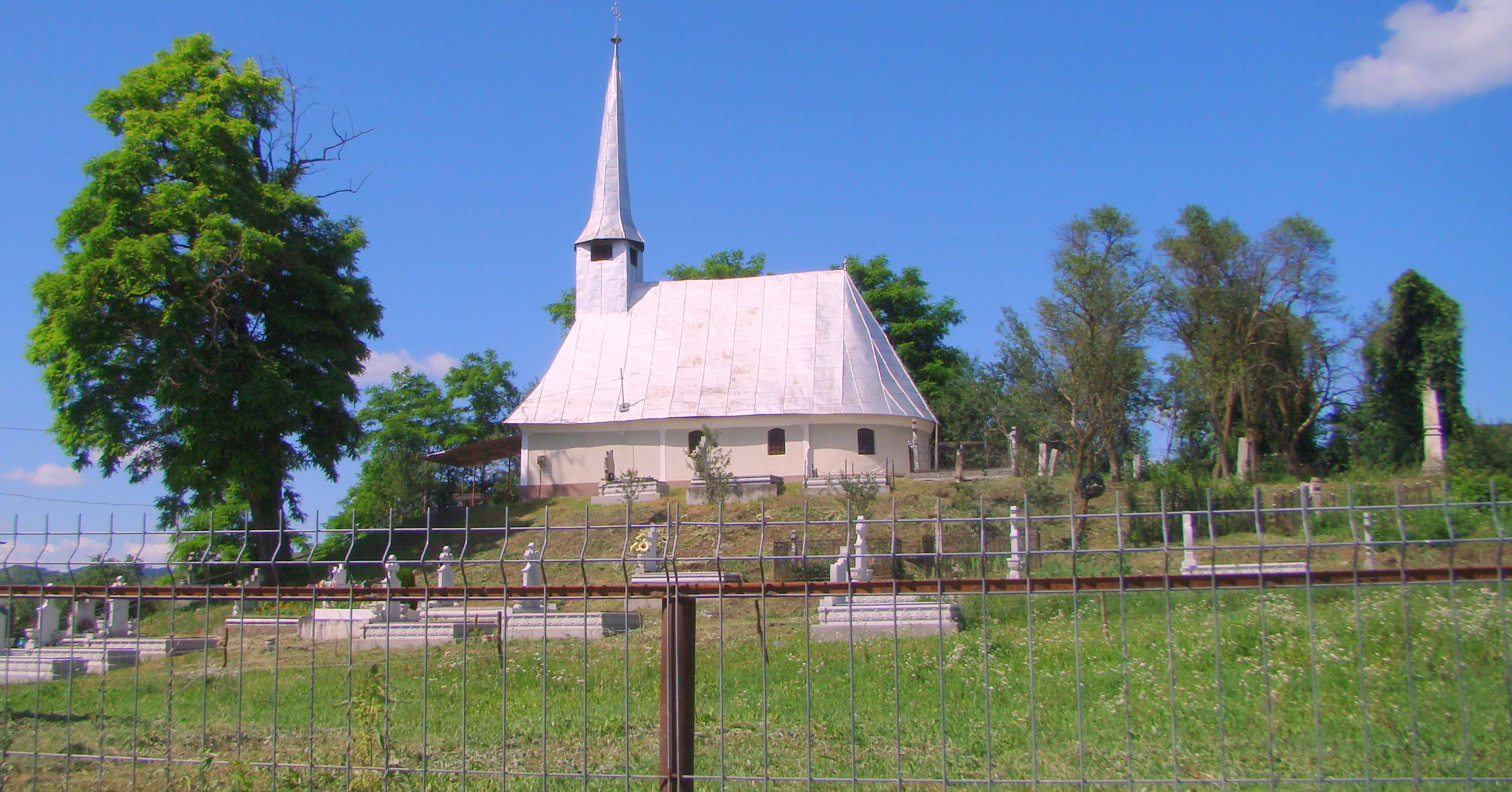
Biserica ortodoxă
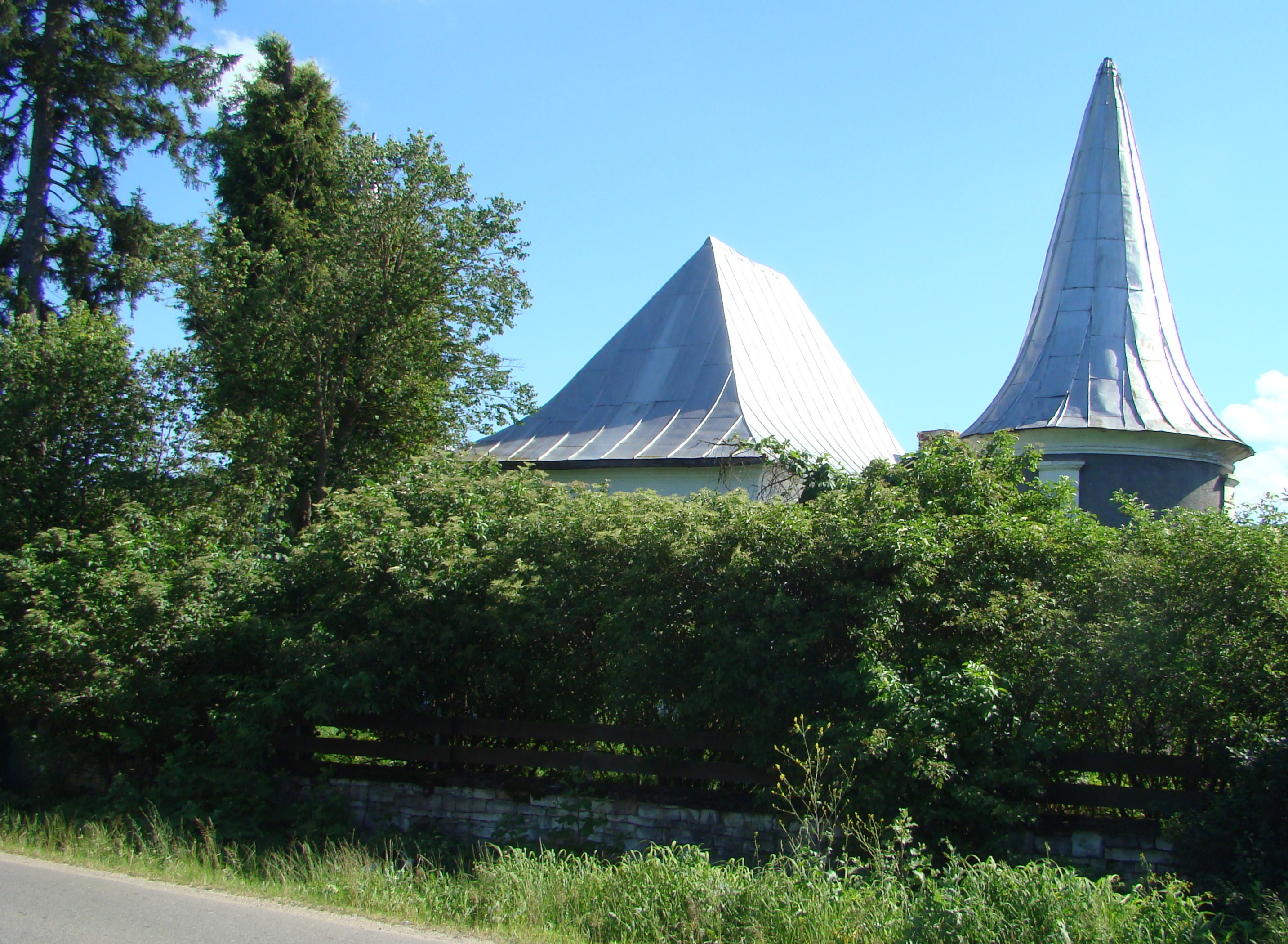
Conacul din Dârja